# Biserica Sfinții Voievozi din Olănești

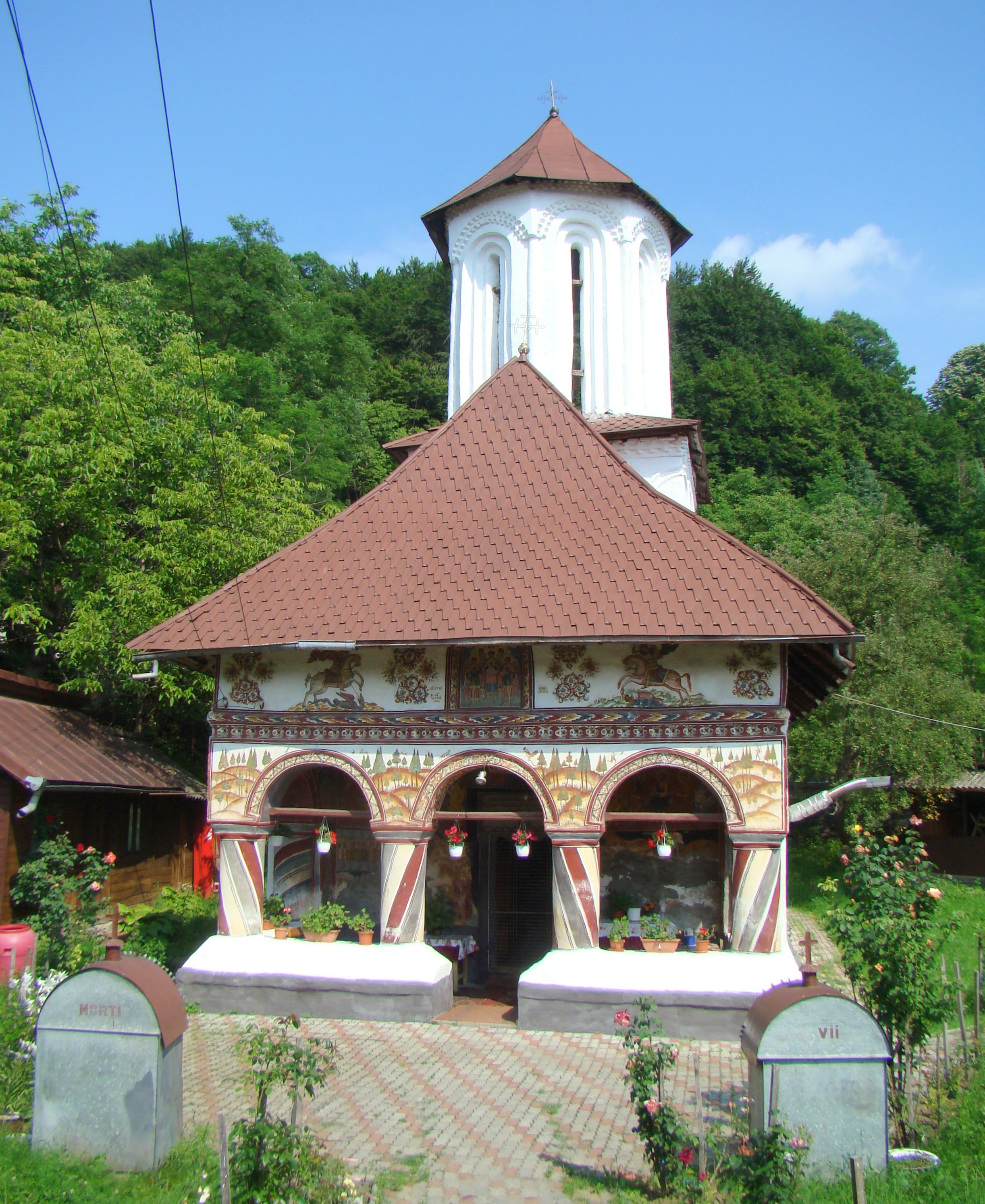
Biserica de zid cu hramul „Sfinții Voievozi”, oraș Băile Olănești, județul Vâlcea, foto: iunie 2018.

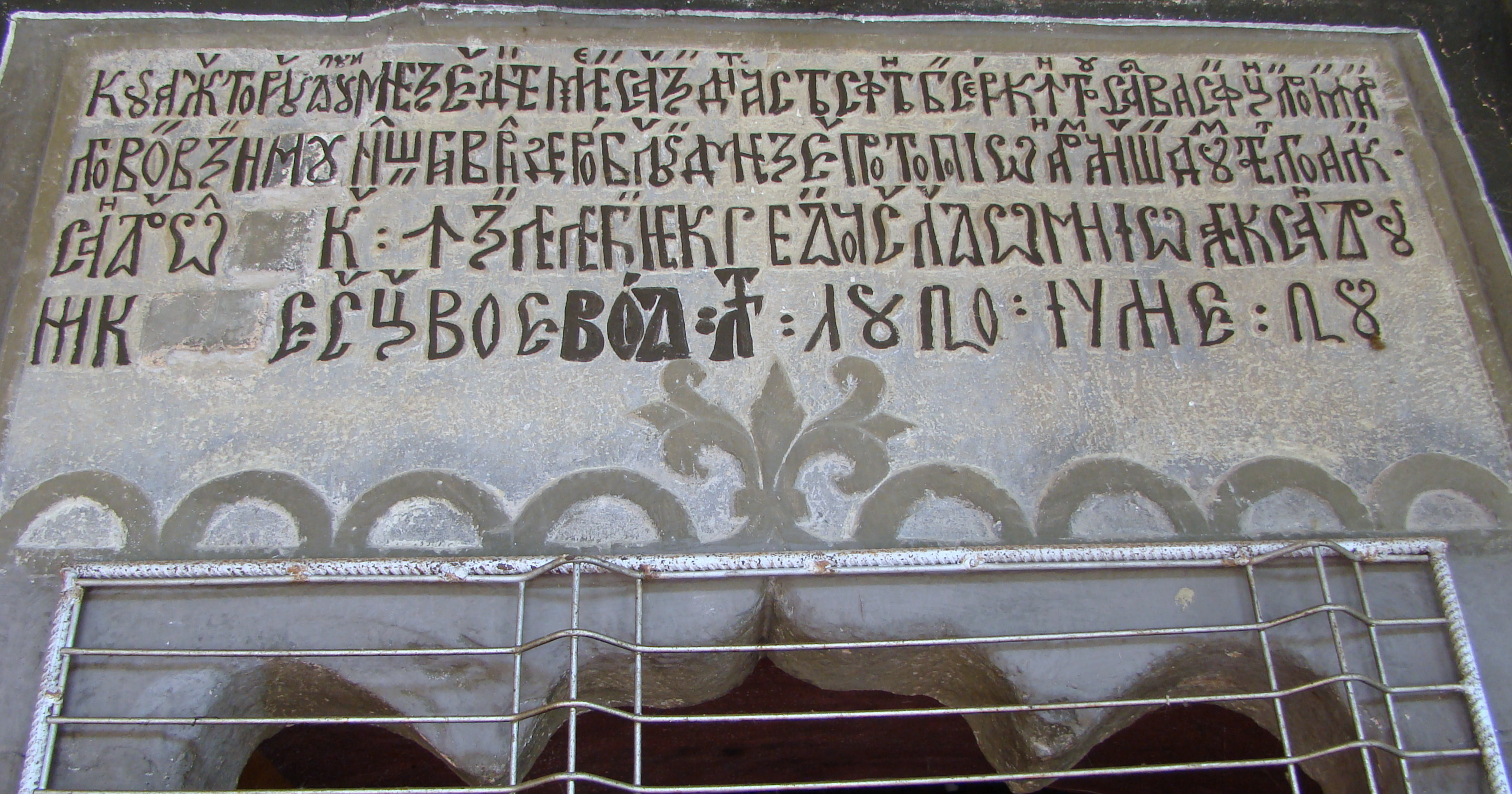
Pisania

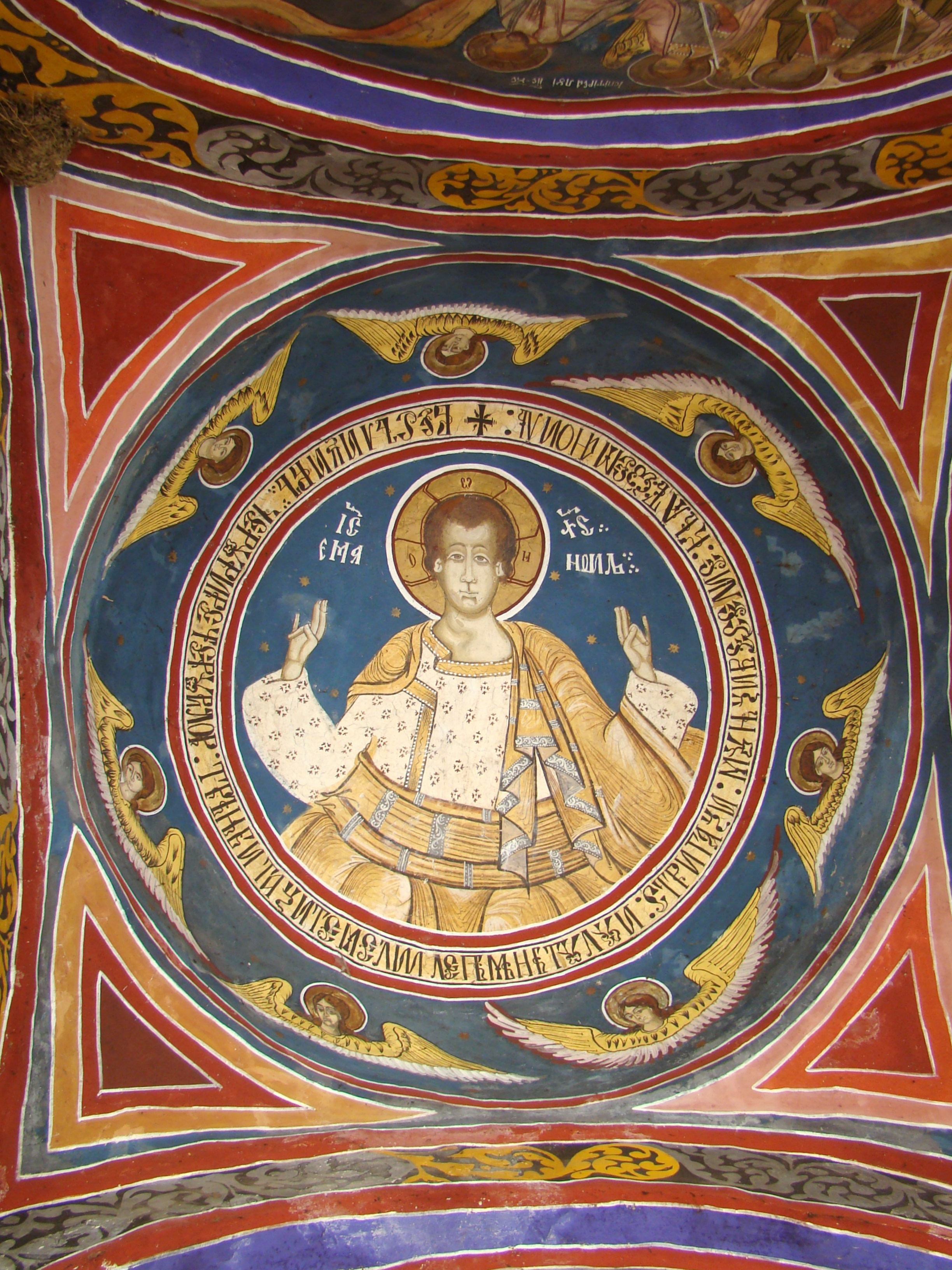
Iisus Hristos Emanuel

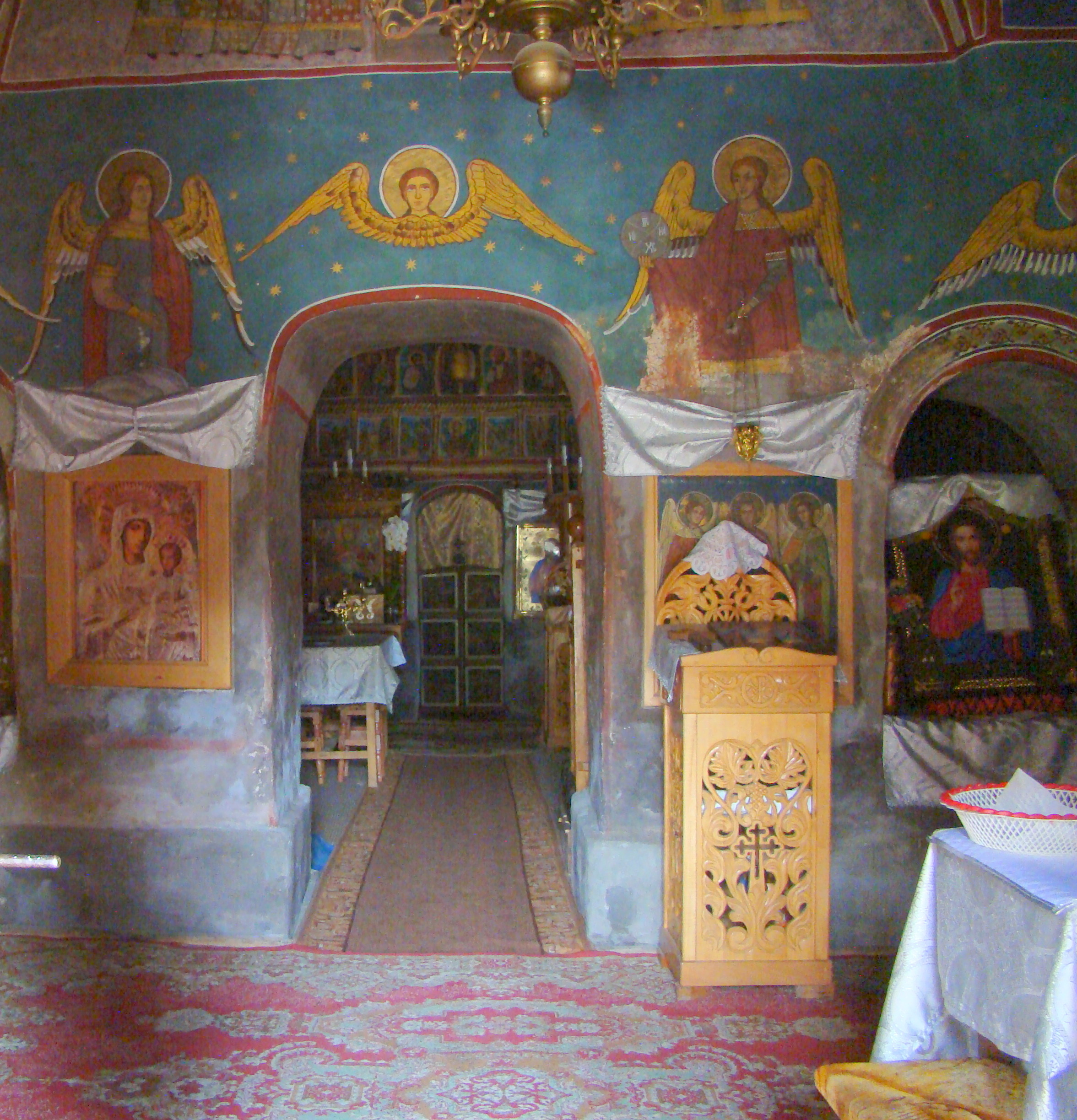
Nava spre iconostas

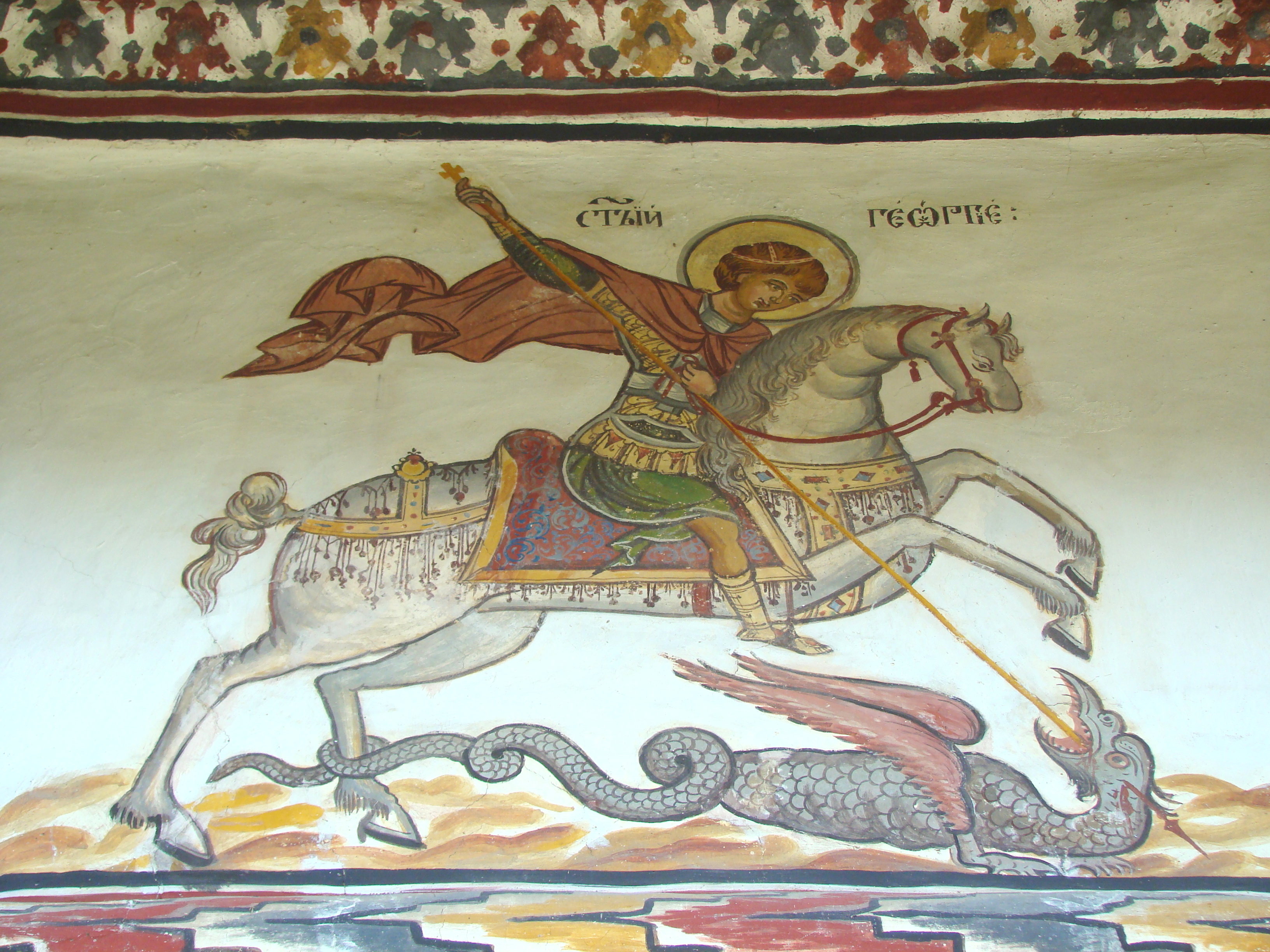
Sfântul Mare Mucenic Gheorghe

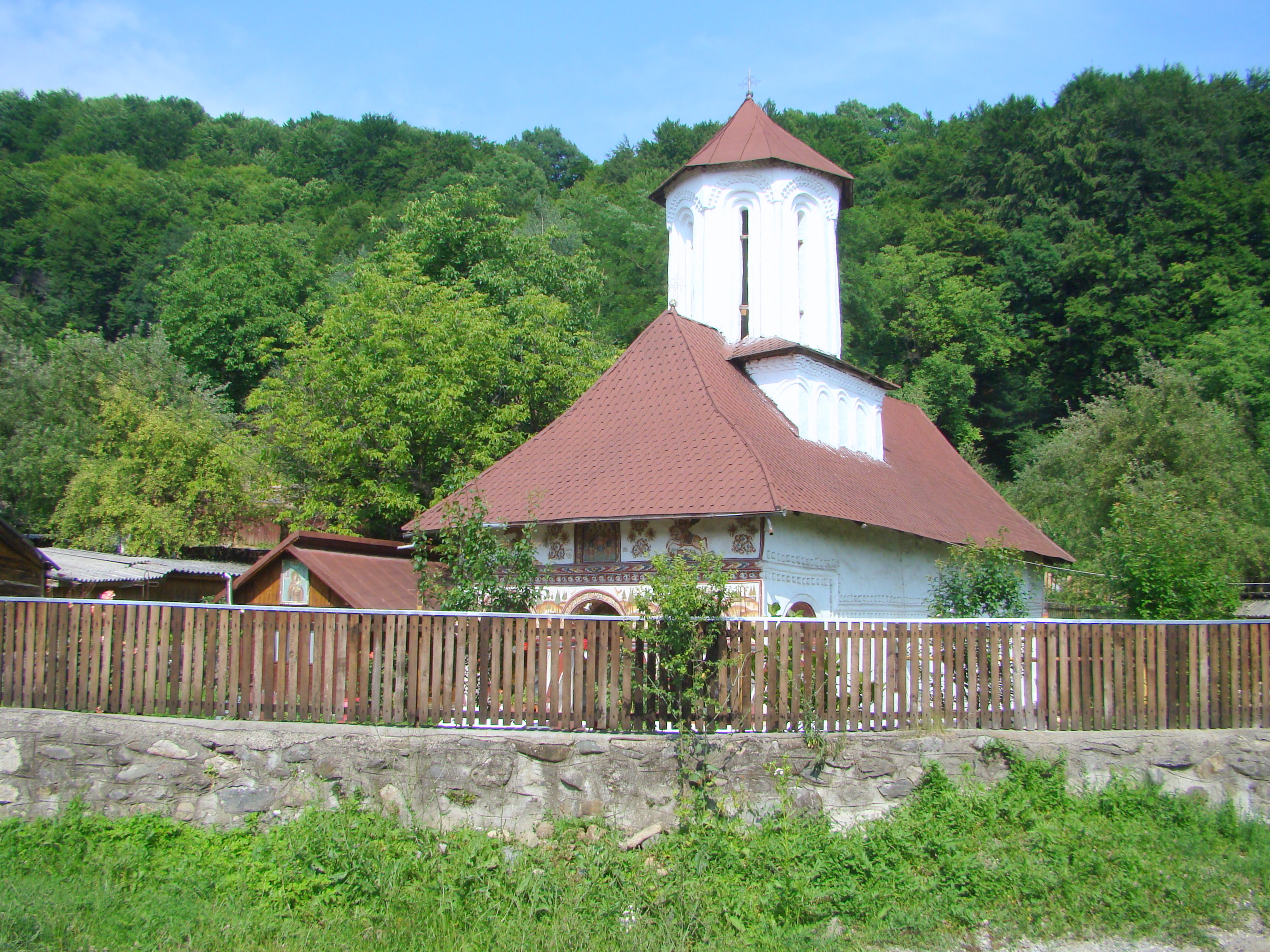
Biserica văzută din drum

Biserica de zid cu hramul „Sfinții Voievozi”, oraș Băile Olănești, județul Vâlcea, a fost construită în anul 1810. Biserica se află pe noua listă a monumentelor istorice sub codul LMI:  VL-II-m-B-09850.

## Istoric și trăsături
Biserica cu hramul „Sfinții Voievozi” din cătunul Valea cu Case, Olănești, a fost înălțată în anul 1810 de către megieșii satului, fugiți de peste Olt, împreună cu protopopul Ion Armeanu și paharnicul Alexandru Olănescu al III-lea, logofăt în Divanul țării. Inițial, ctitoria a fost pictată de către zugravul Ion din Teiuș, cunoscut în regiune pentru calitățile sale. Pentru o perioadă lipsesc date cu privire la acest edificiu, actele de arhivă fiind distruse la inundațiile din anul 1895. Catagrafia din 1845 menționează că Marin, fiul preotului Stroe, Constantin, fiul preotului Vasile, Vasile, fiul lui Eftimie Brănescu, Stroe, fiul diaconului Tănasie și diaconul Barbu, fiul lui Nectarie păstoreau biserica în acele vremuri. 
Edificiul face parte din bisericile fără turlă pe naos, de formă dreptunghiulară, cu absida altarului heptagonală, pridvor deschis pe patru stâlpi cilindrici, cu coarde de lemn și învelitoare de tablă. Din temele abordate la pictura interioară se numără Zidirea lui Adam și Evei, reprezentările iconografice ale lui Moise, Solomon, Platon sau Dreptul Lazăr. În pronaos se păstrează chipurile paharnicului Alexandru și al soției sale Bălașa, cu cei doi fii ai lor, ținând în mâini ctitoria familiei. În ceea ce privește exteriorul, se remarcă înfățișarea fațadei pridvorului, bogat decorată cu ornamente florale. 
În anul 1954, biserica a fost acoperită cu șiță, iar în anul 1973 a fost acoperită cu tablă, odată cu alte lucrări de restaurare la interior, în timpul păstoririi preotului Gheorghe Oprescu. Ulterior, datorită stării de degradare avansată a picturii, a fost necesară o nouă restaurare a acesteia, fapt realizat în anul  1998 de preotul Nicolae Popa.
Dintre preoții slujitori pot fi amintiți Nicolae Brănescu, Nicolae Pârvulescu, Nicolae Constantinescu, Constantin Găiculescu, Toma Gorgonie ieromonah, Dumitru Stanca și Constantin Marica.

## Imagini

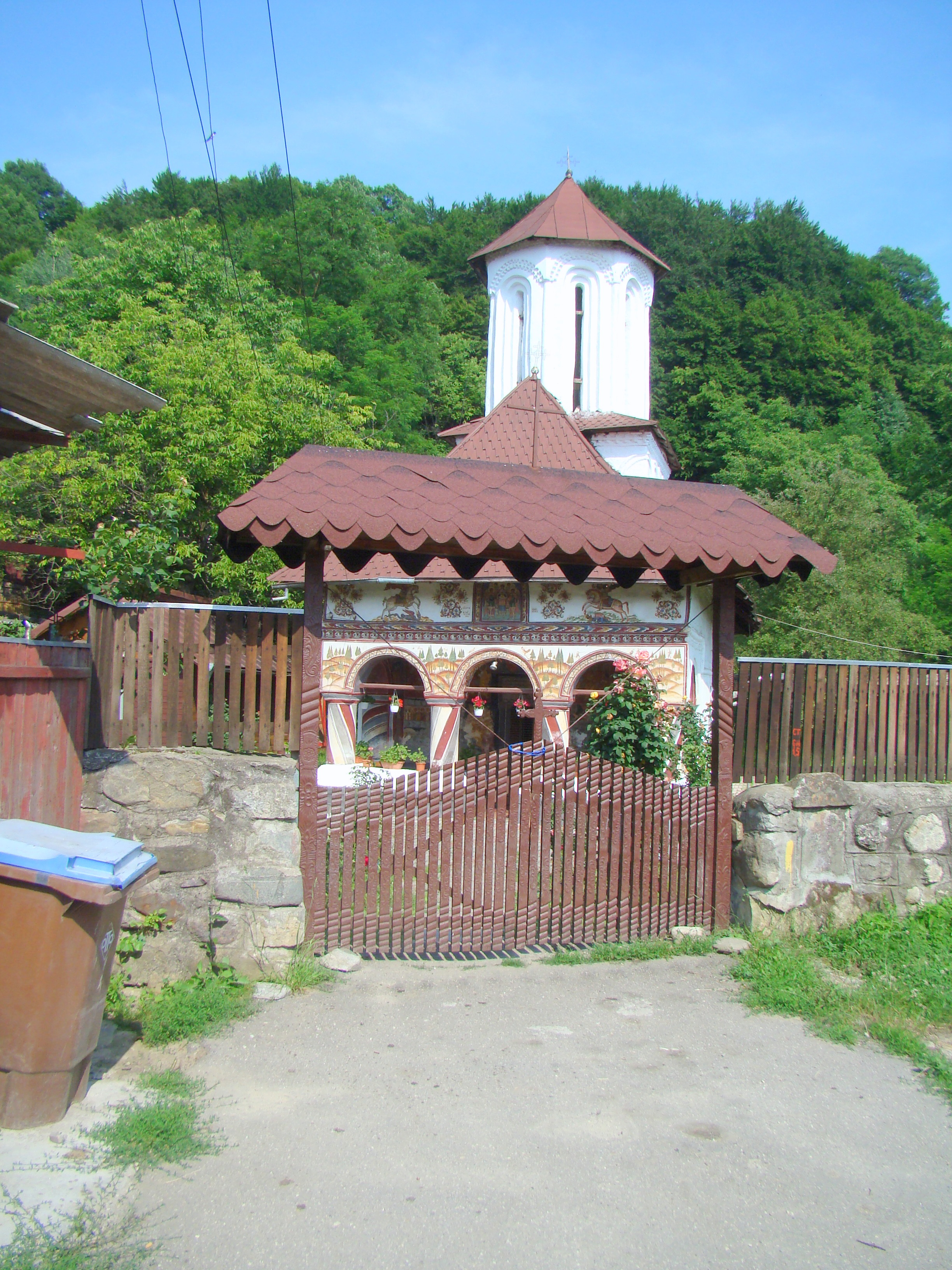
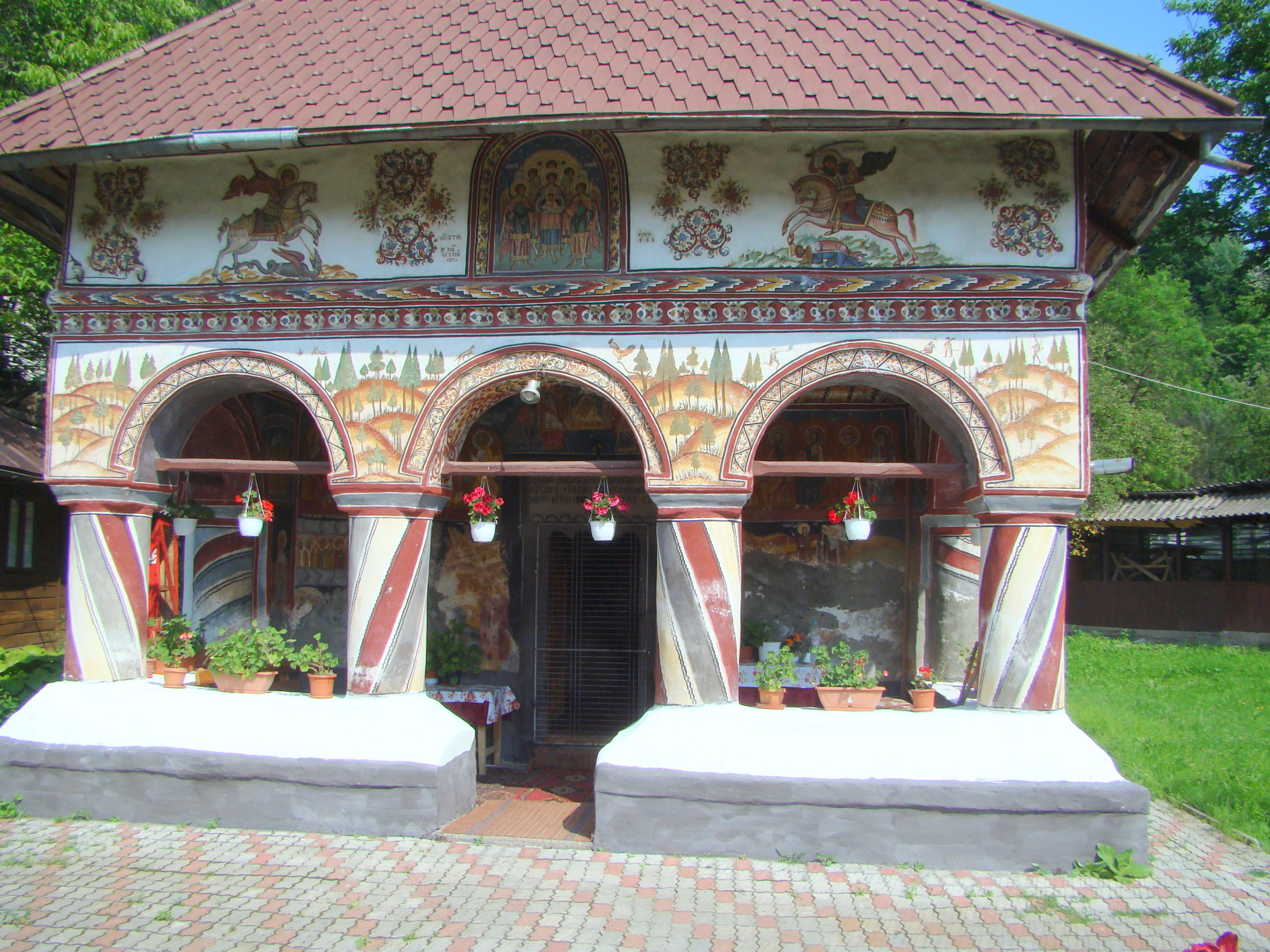
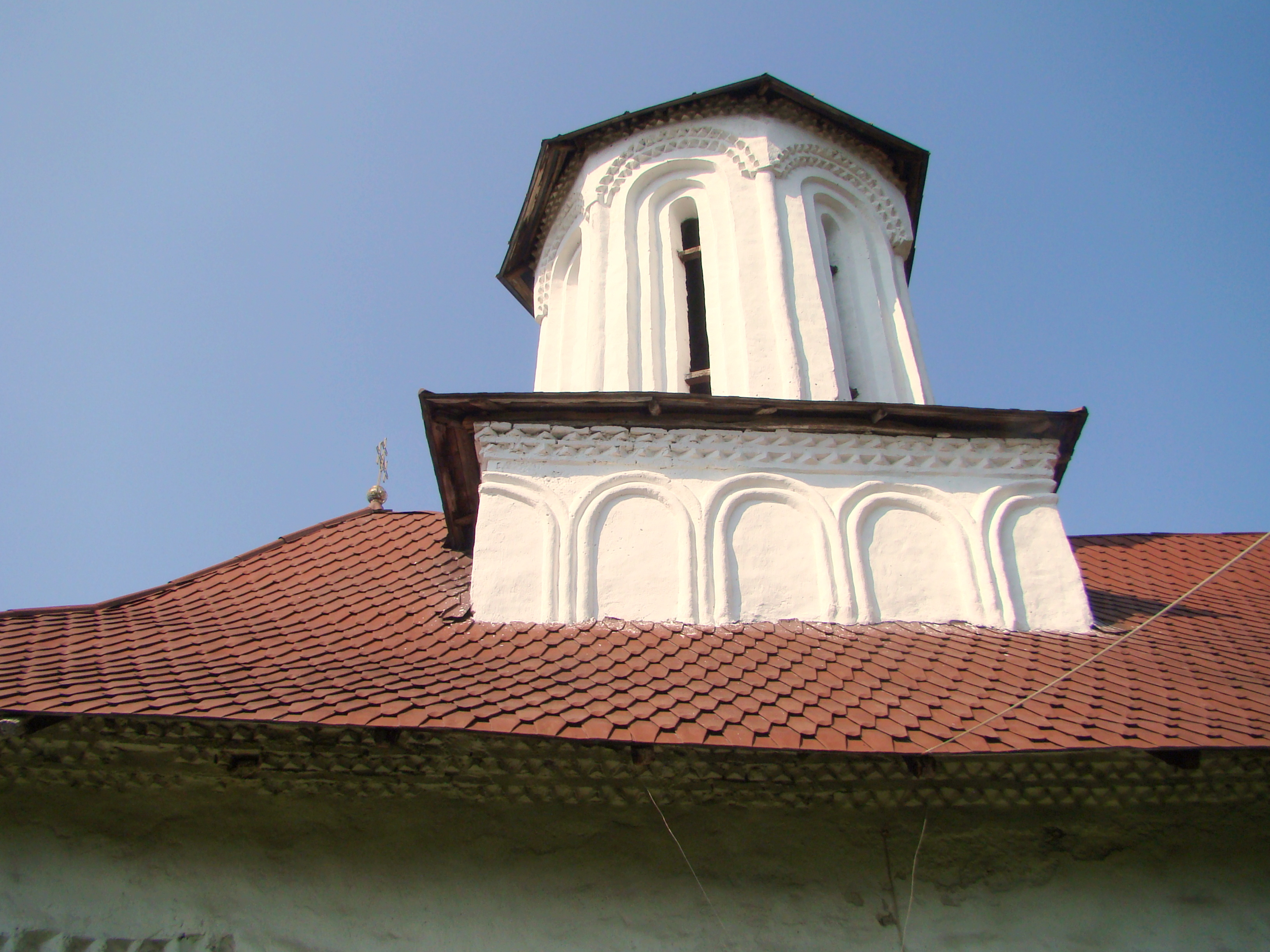
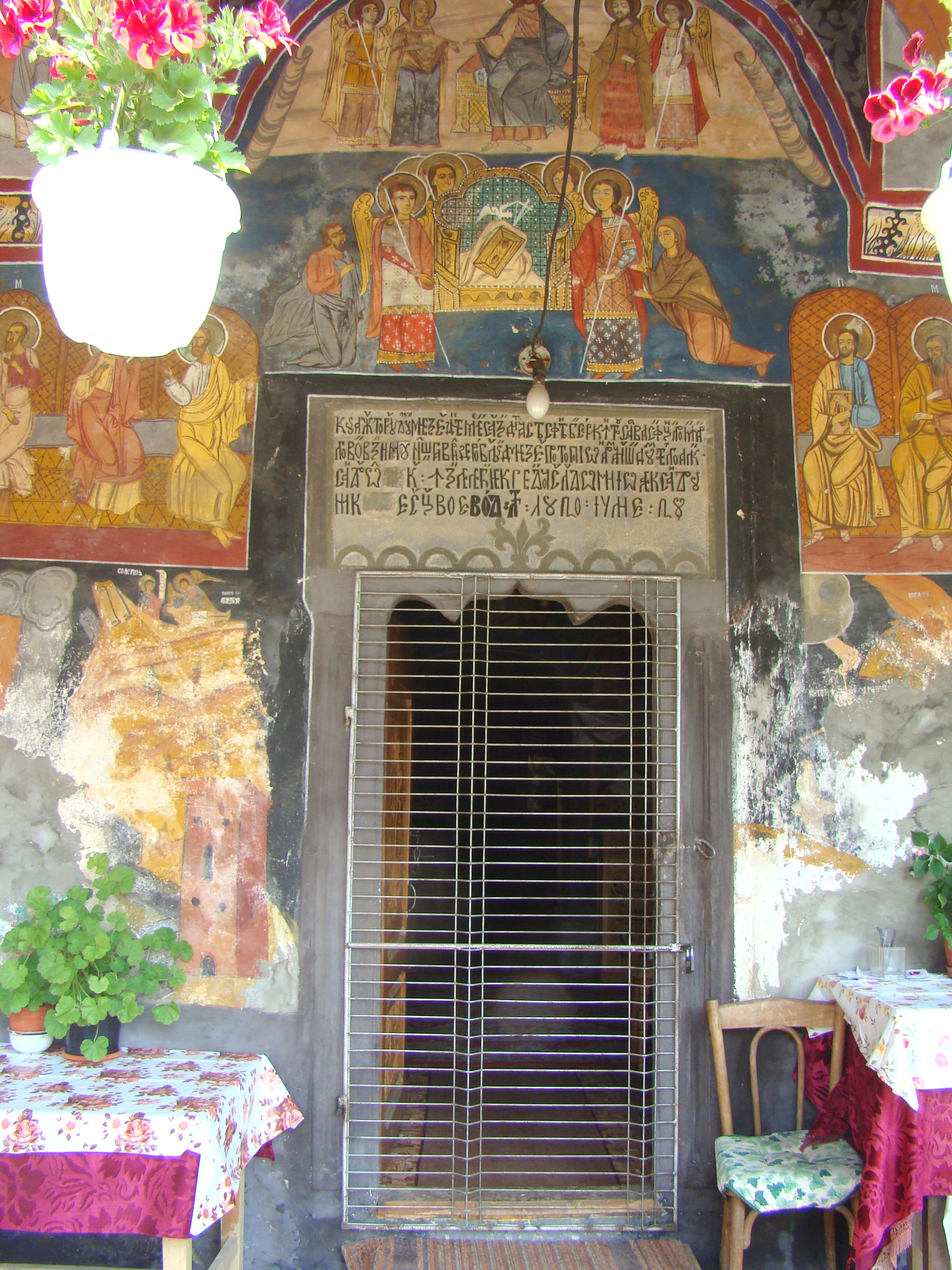
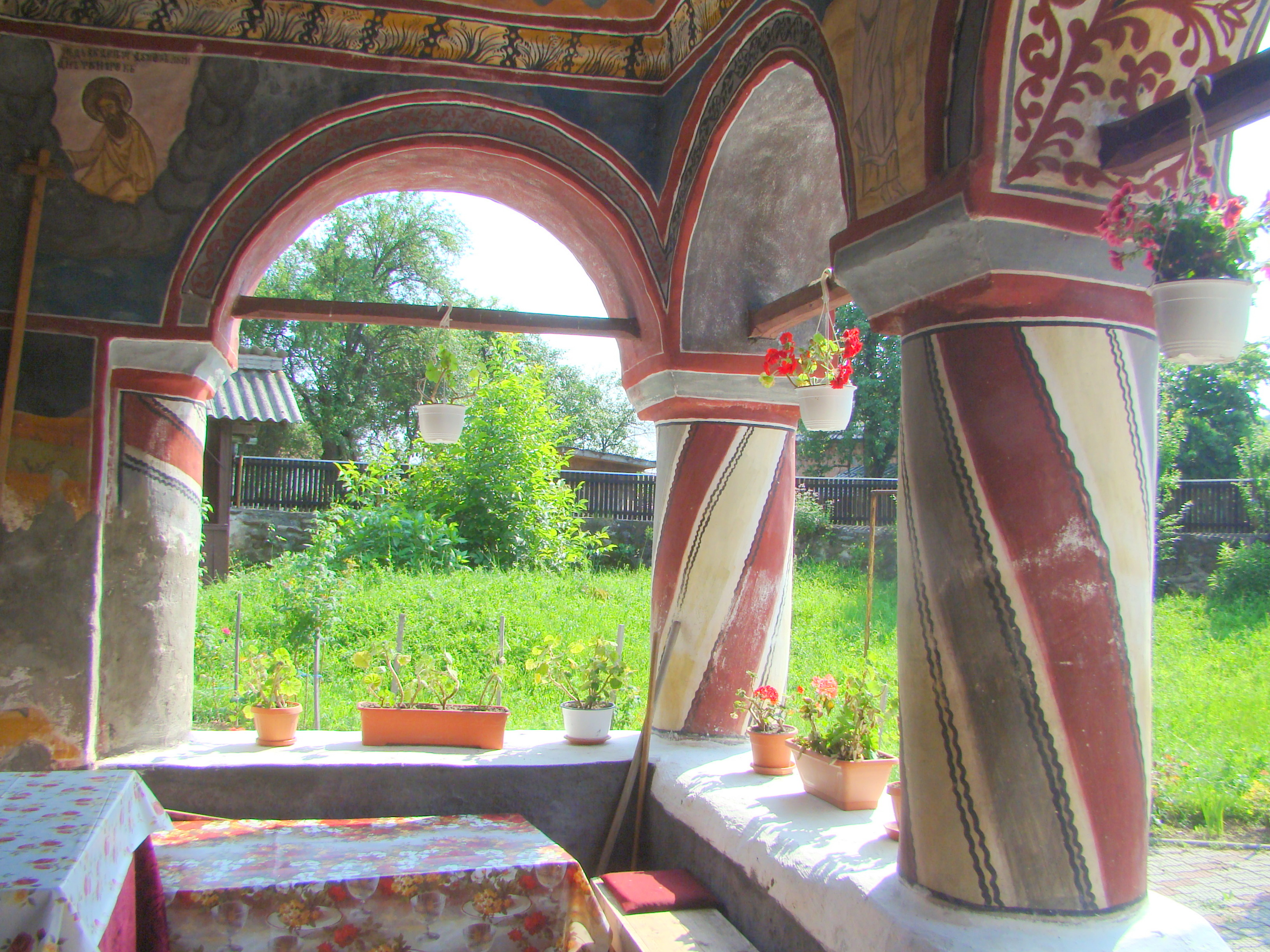
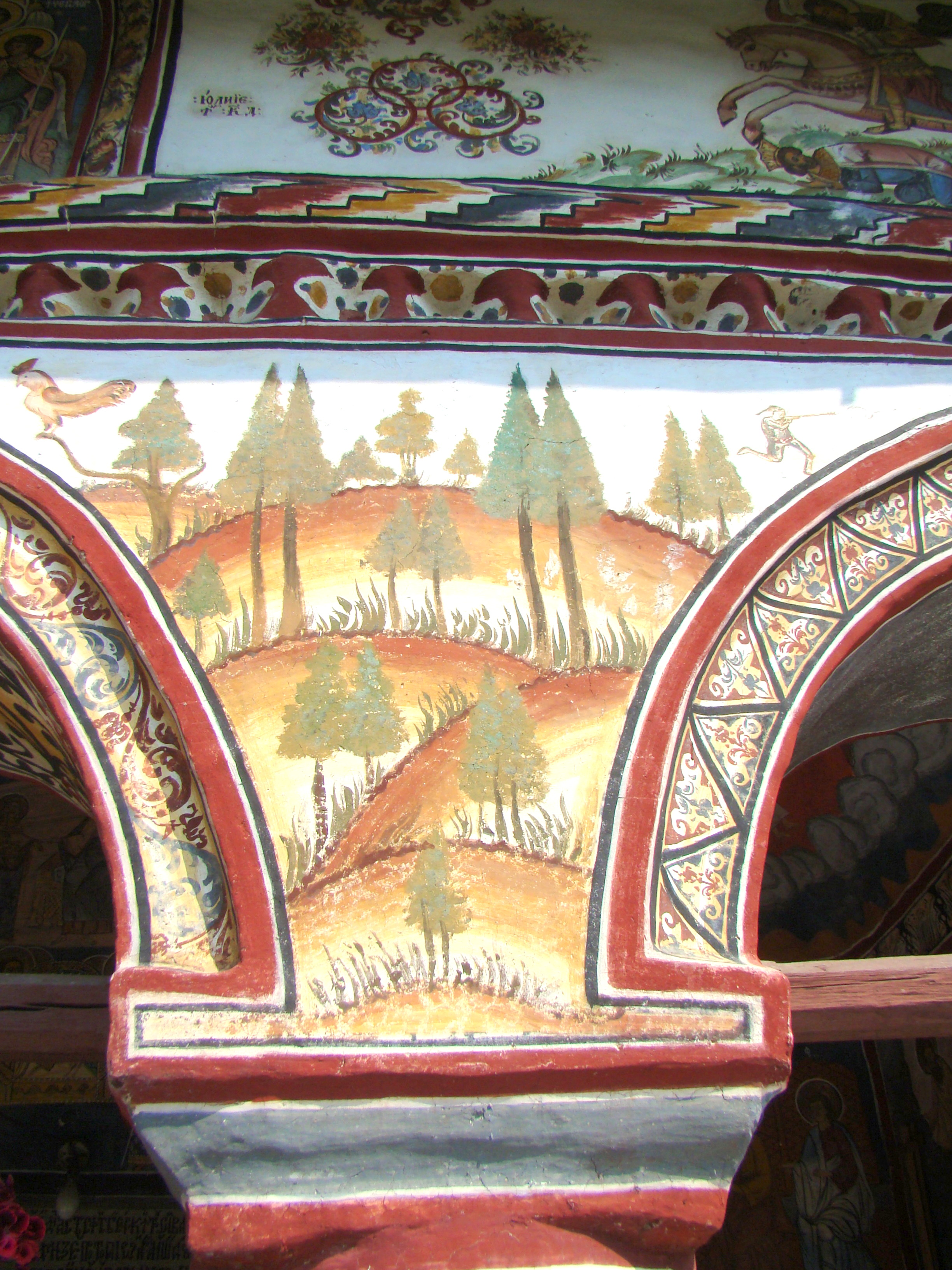
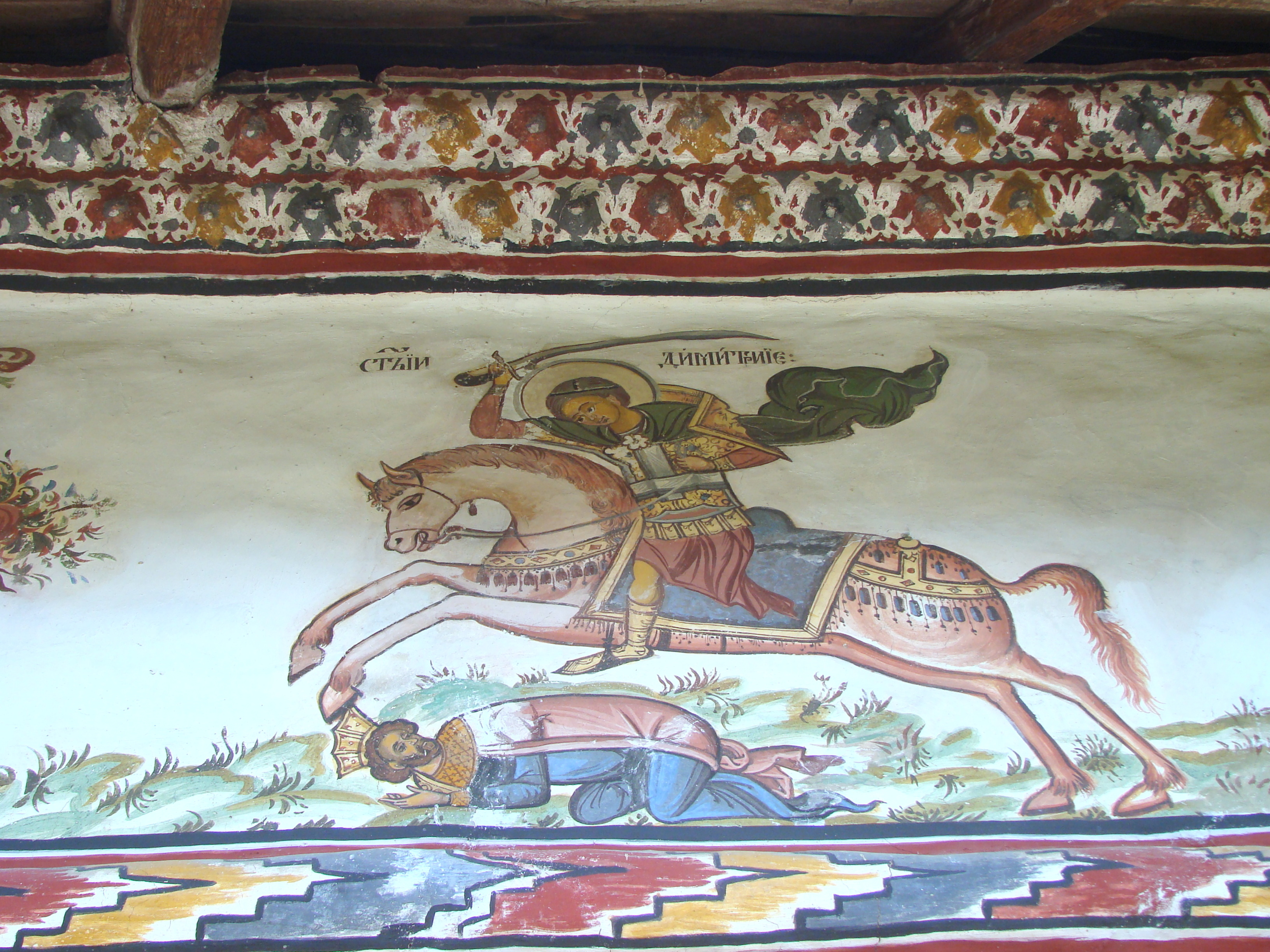
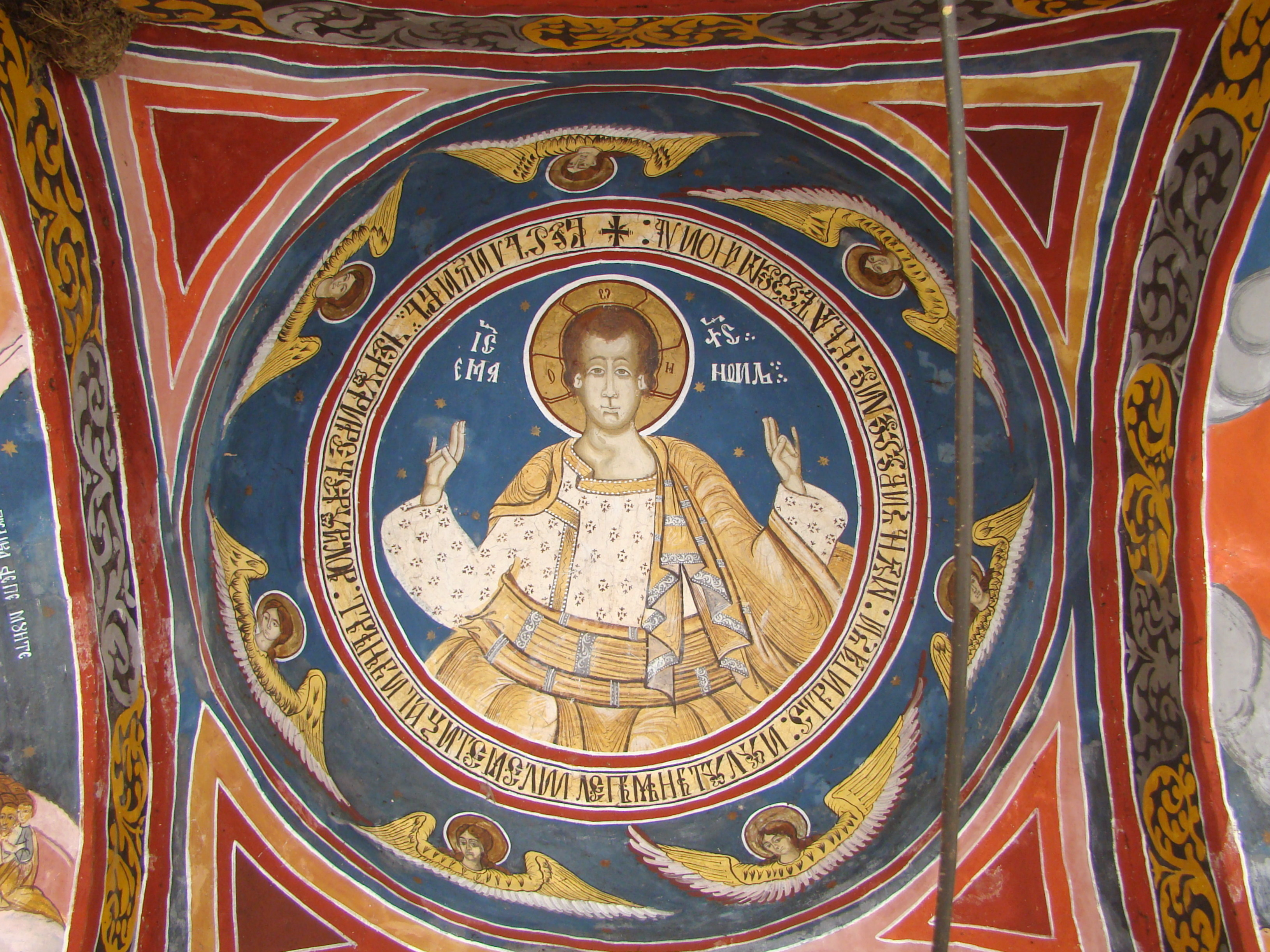
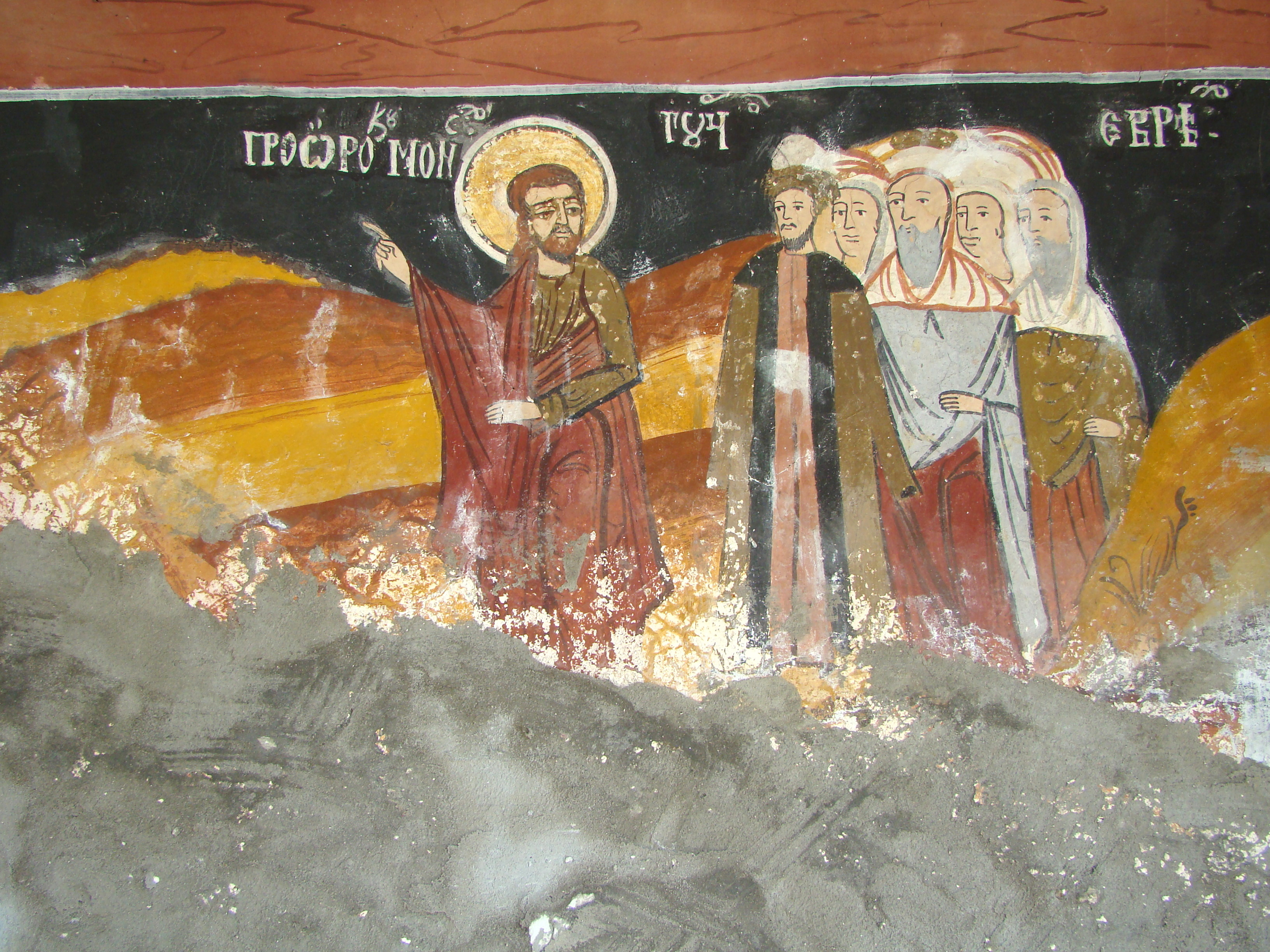
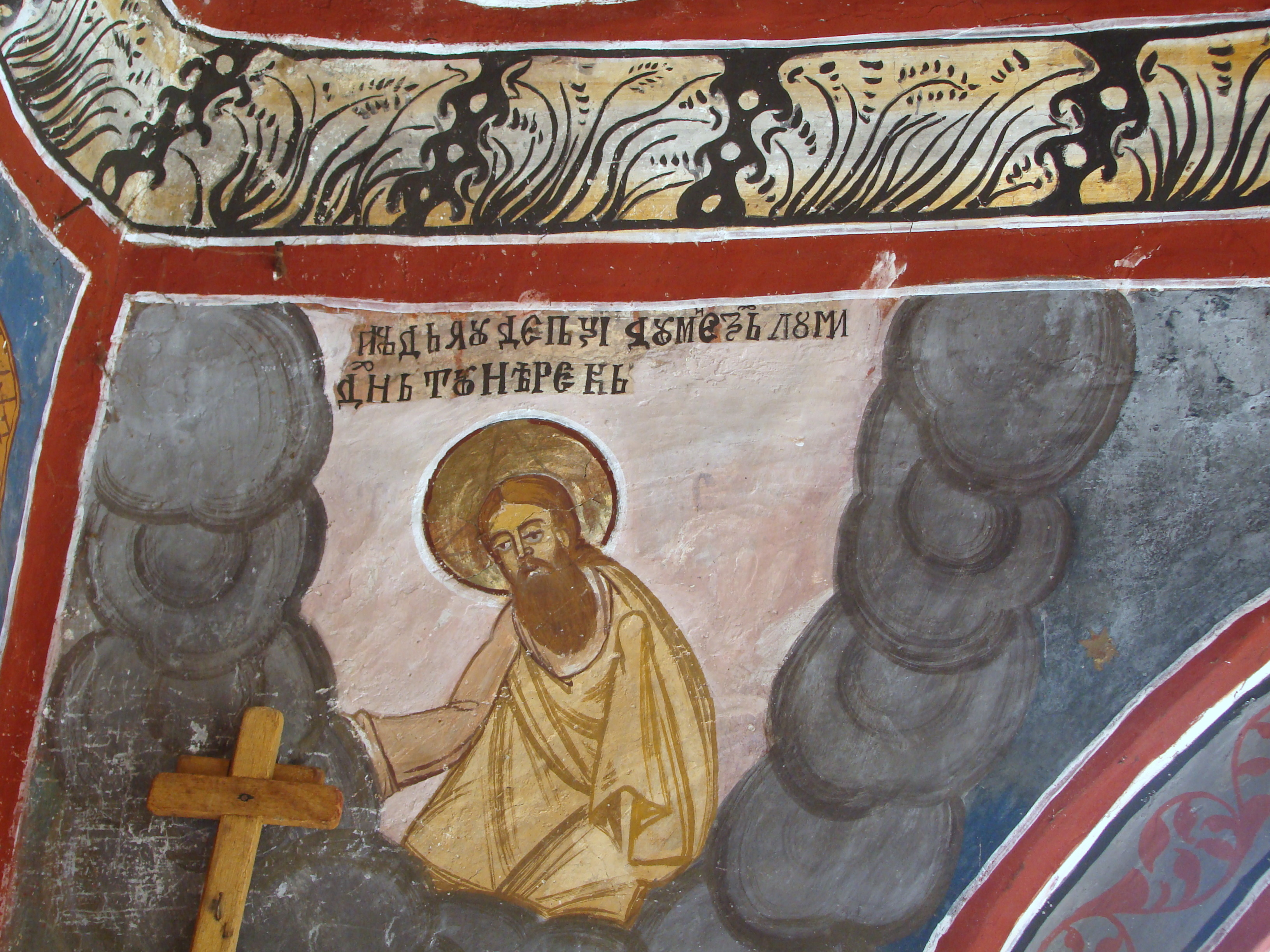
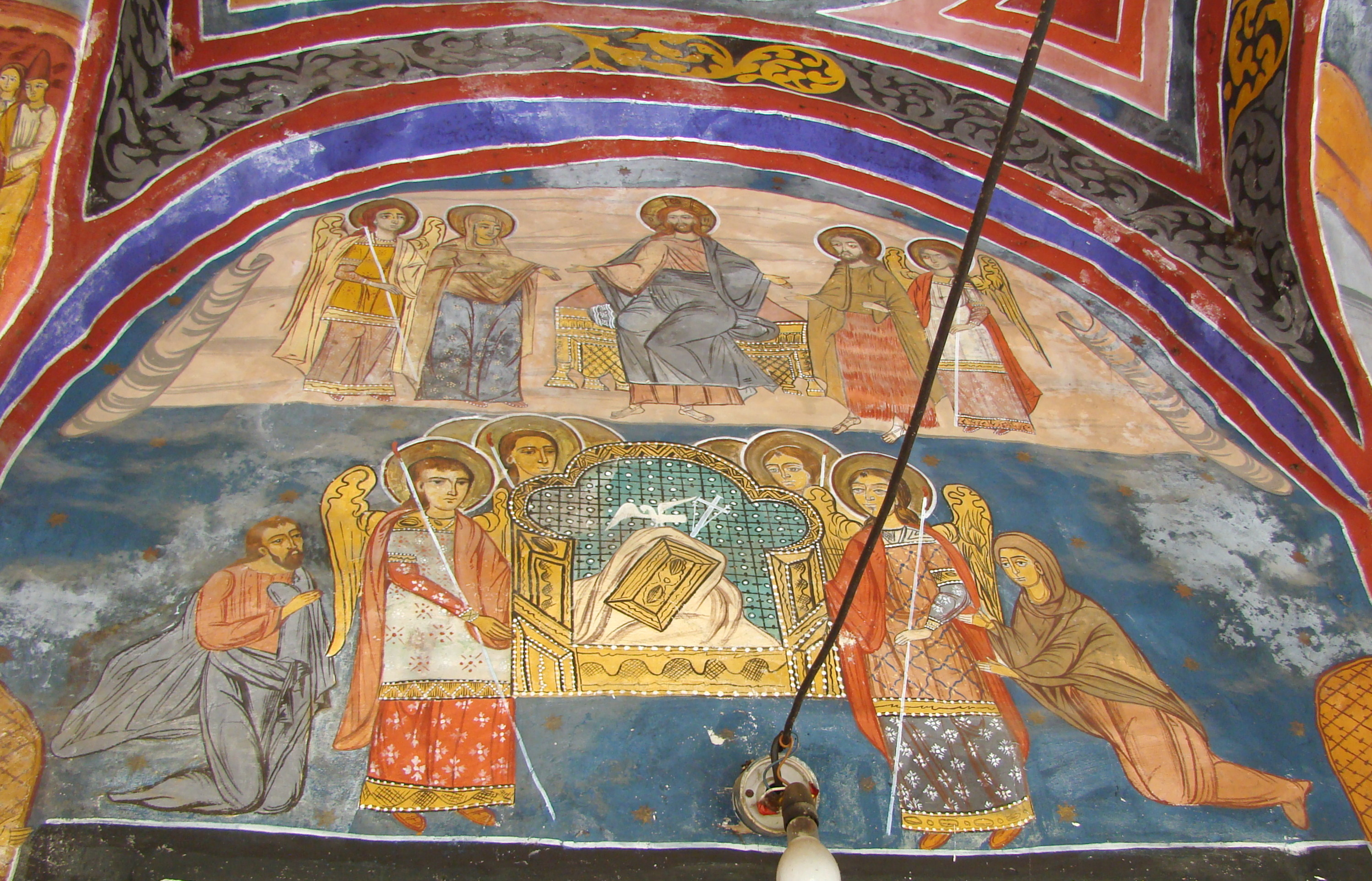
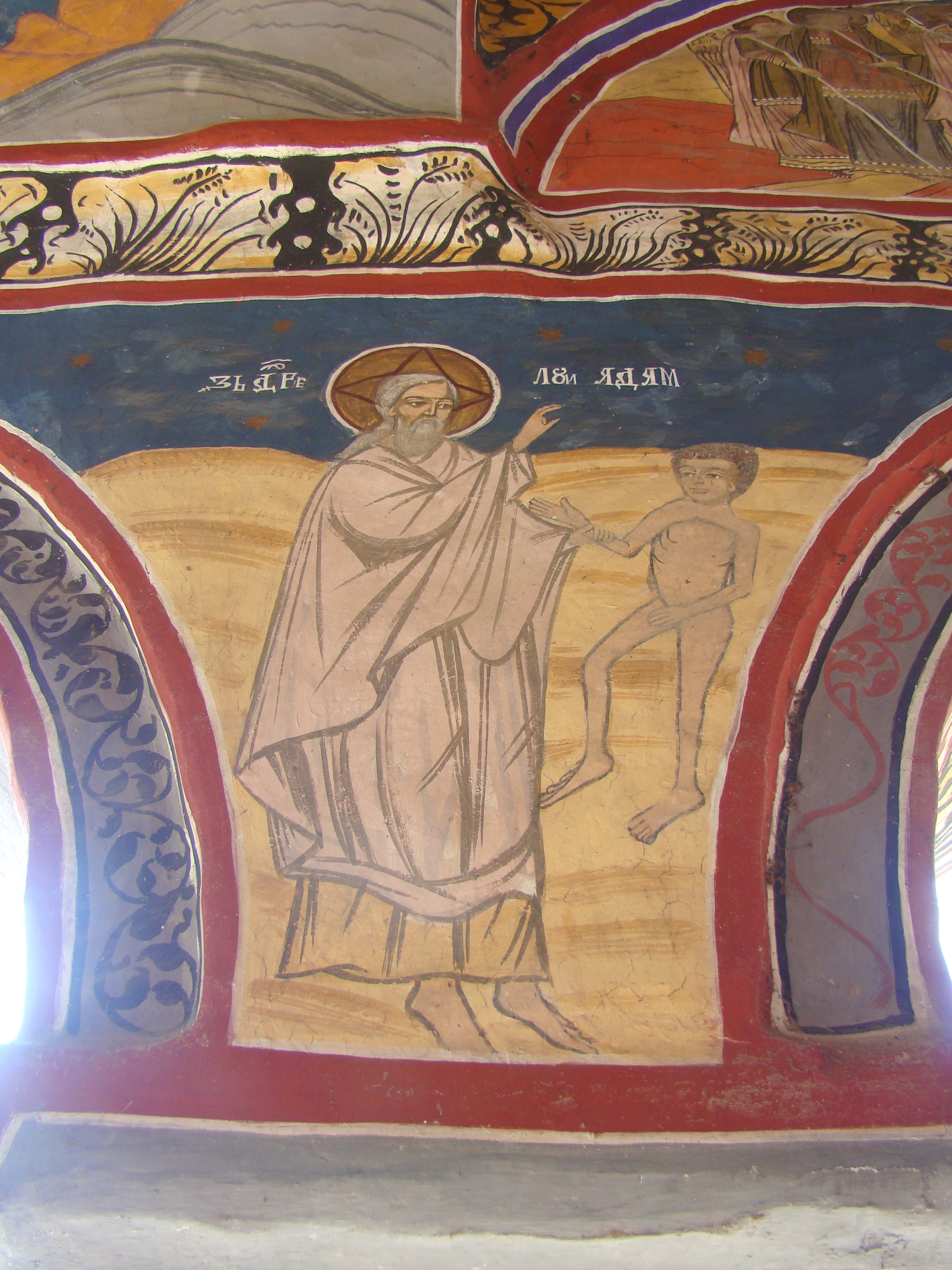
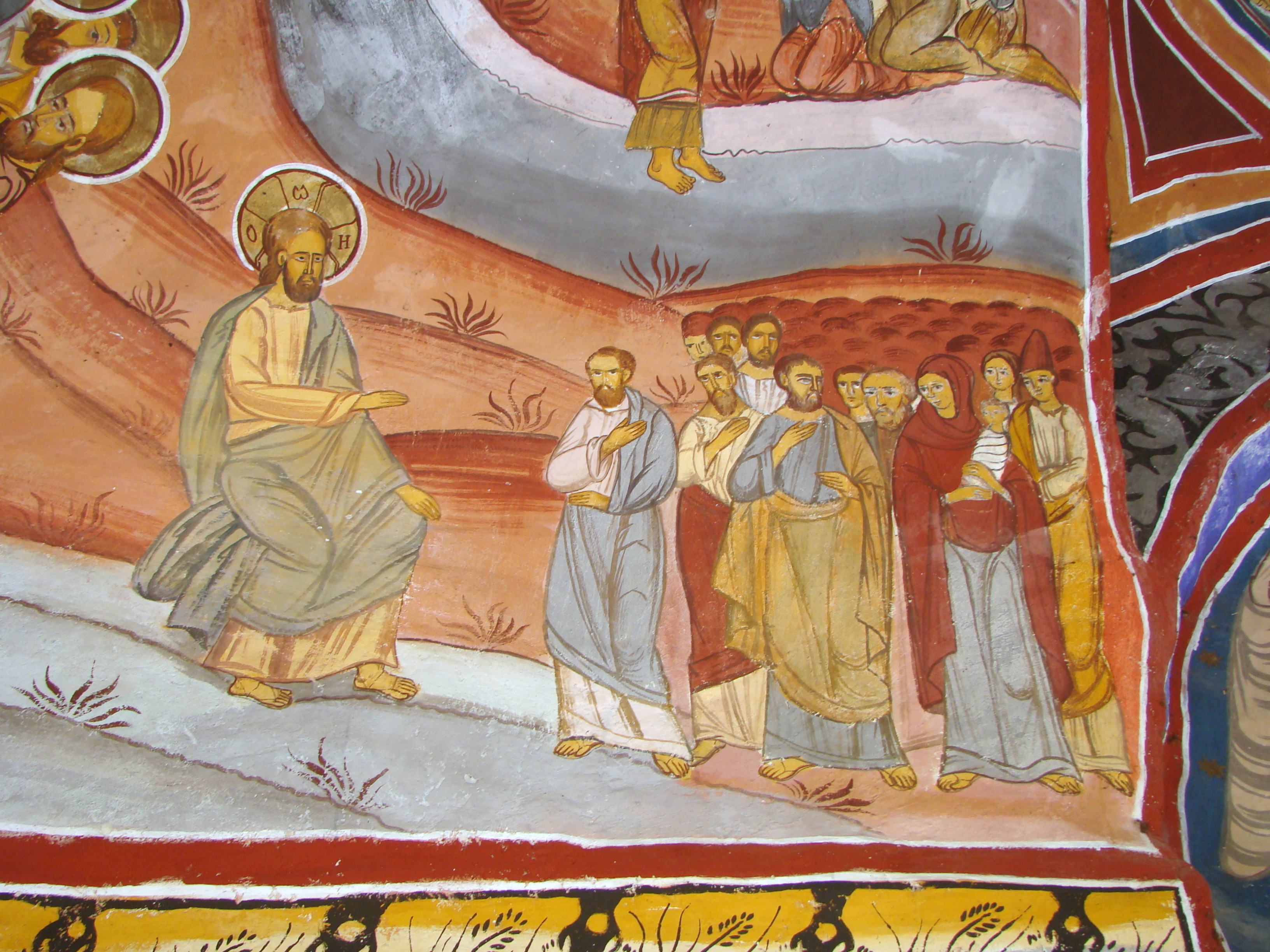
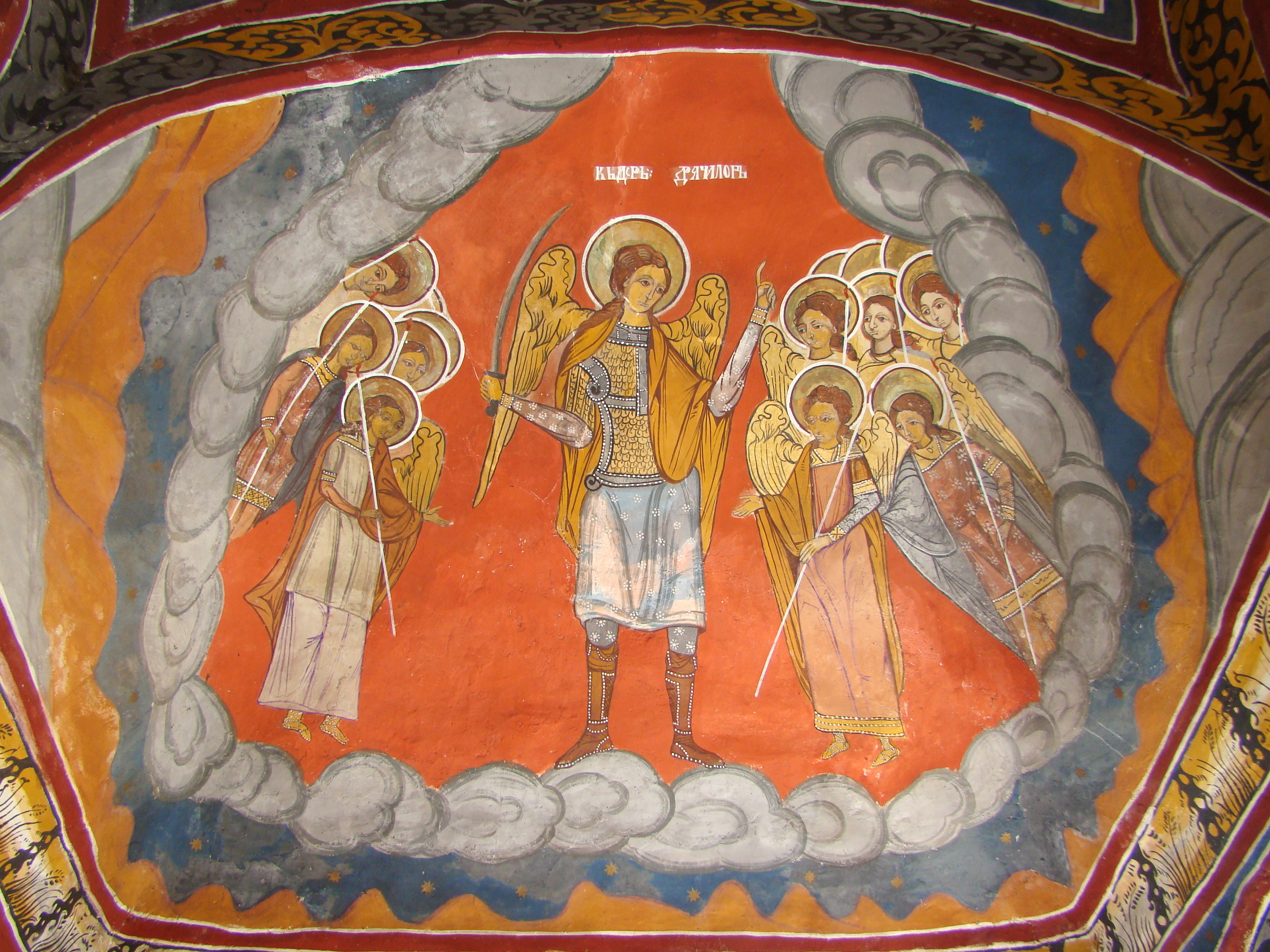
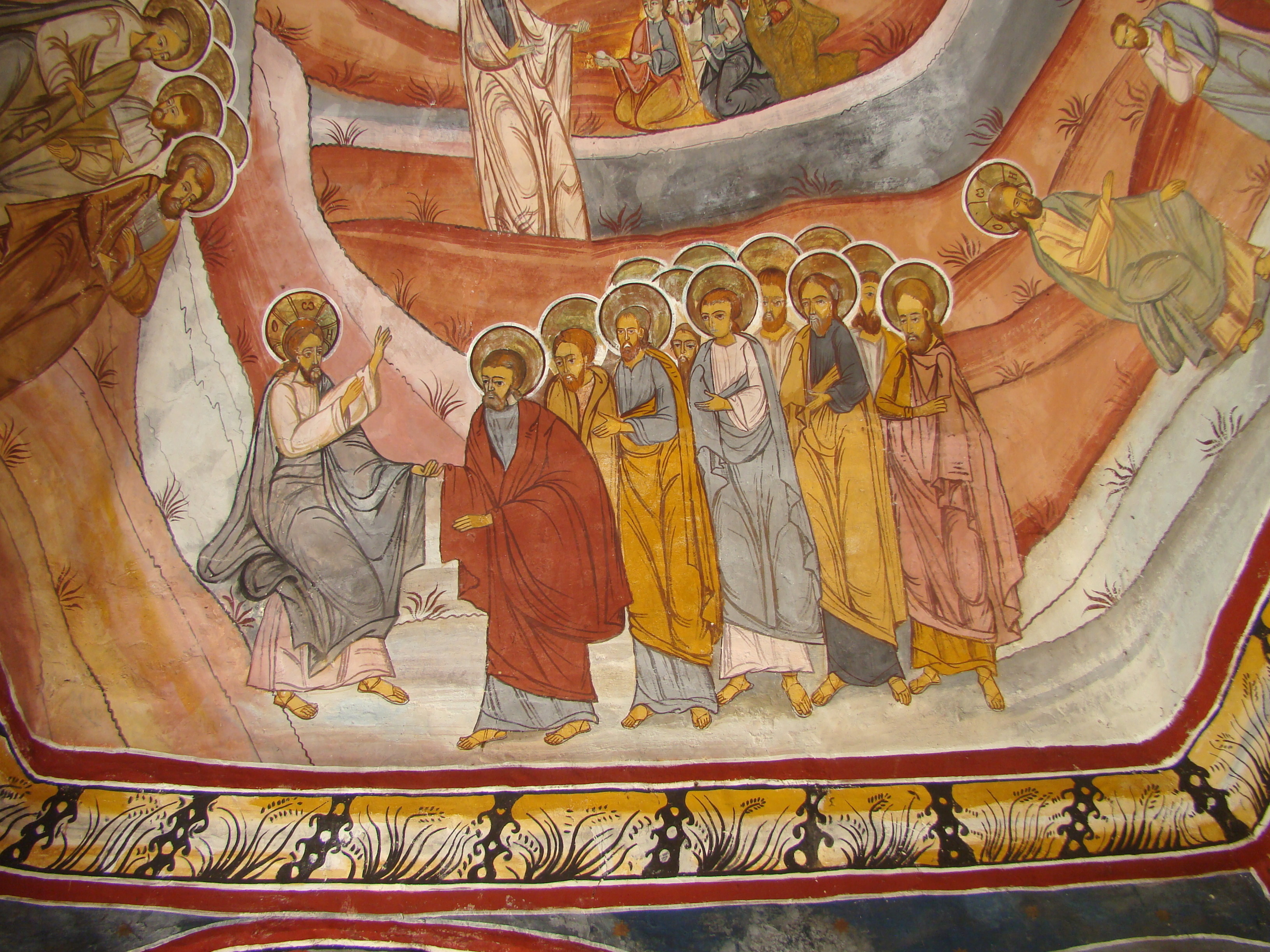
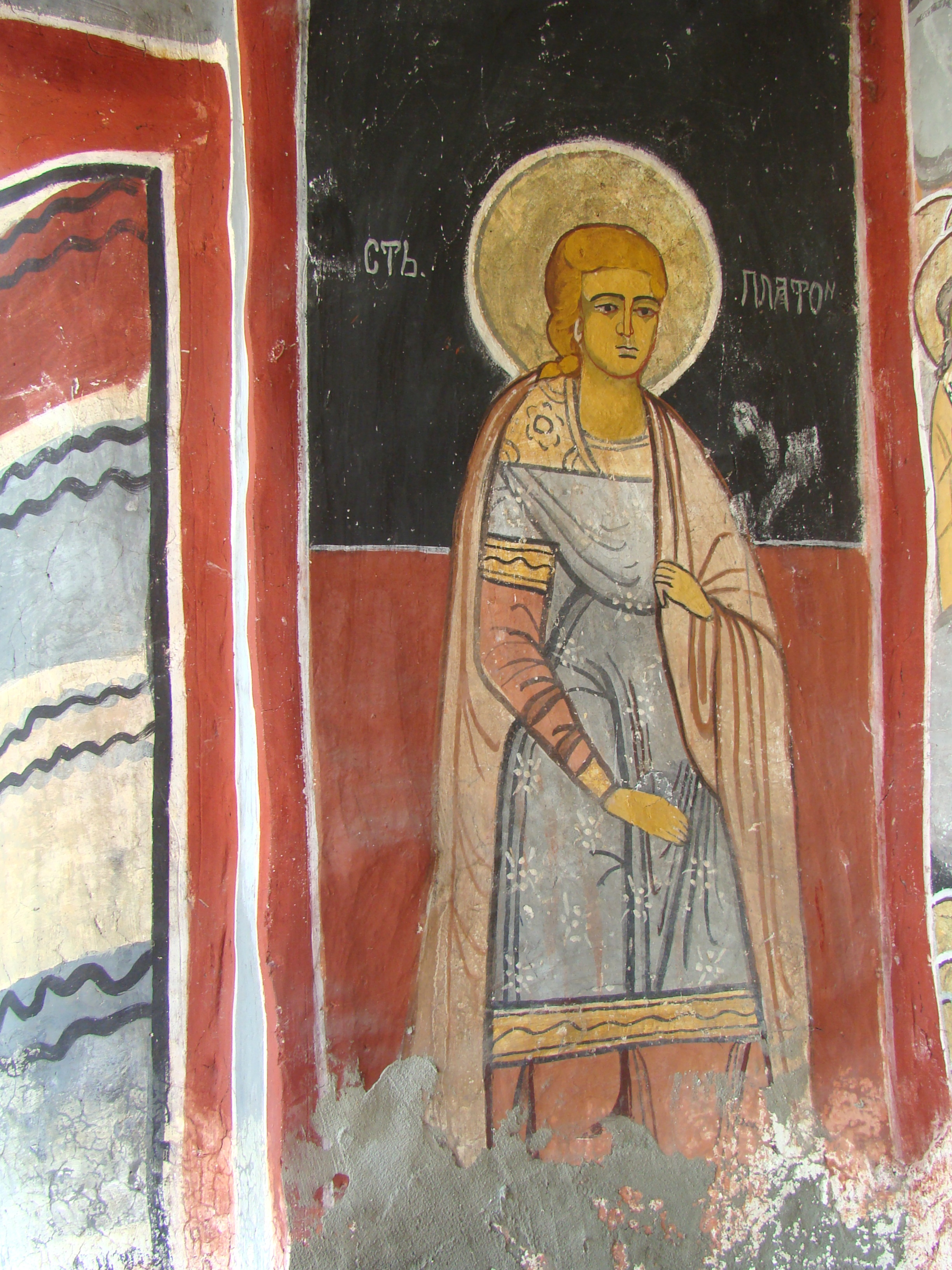
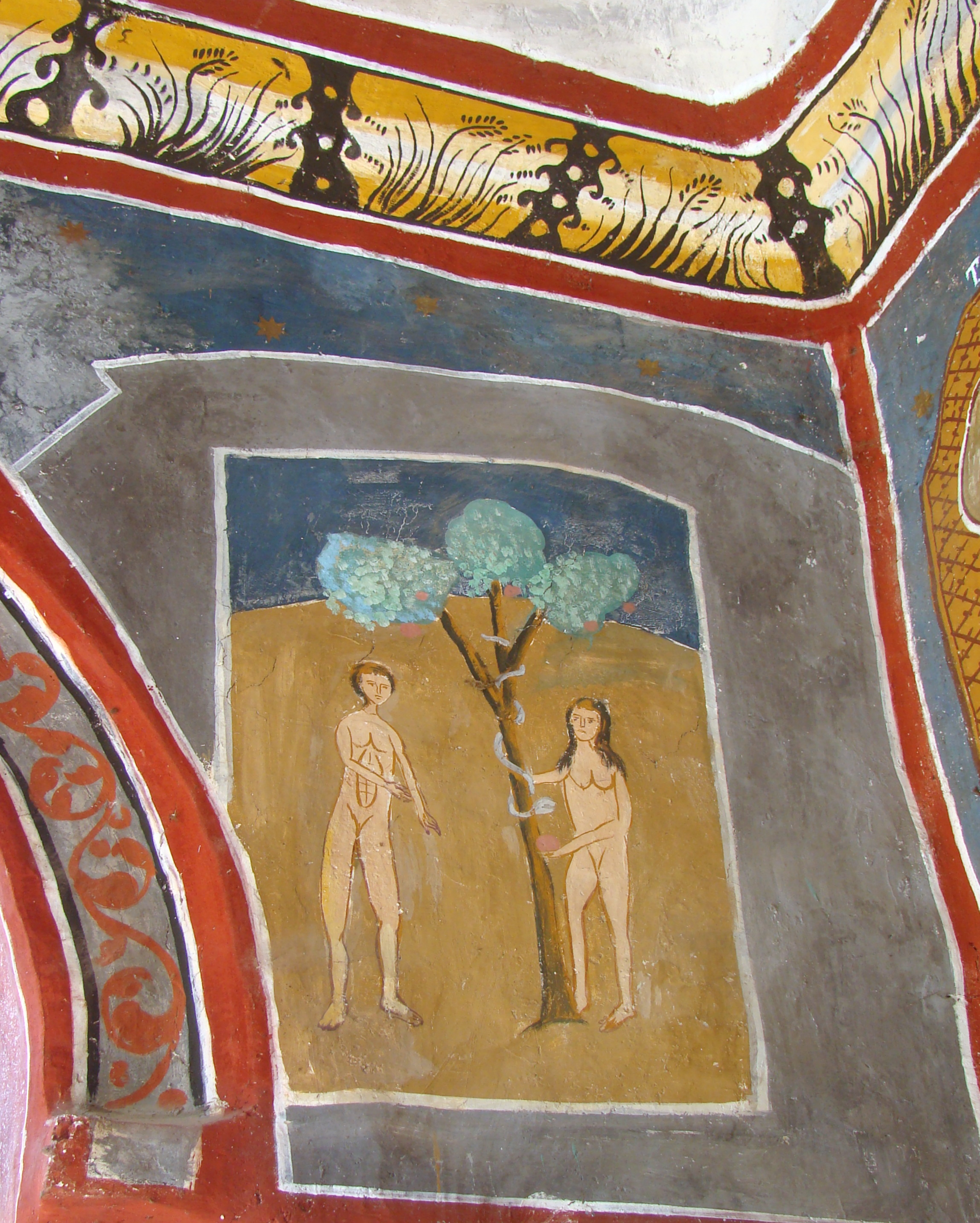
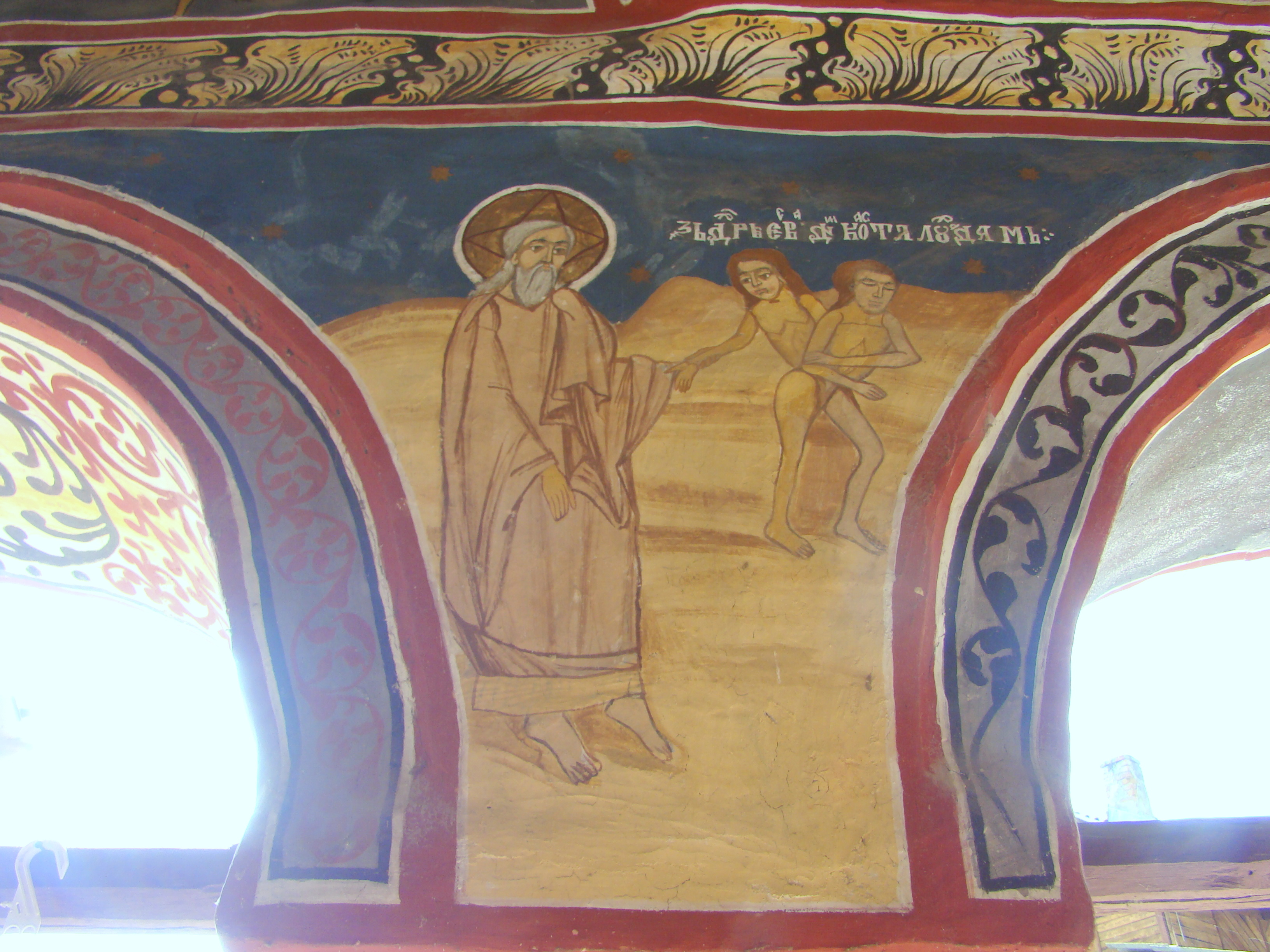
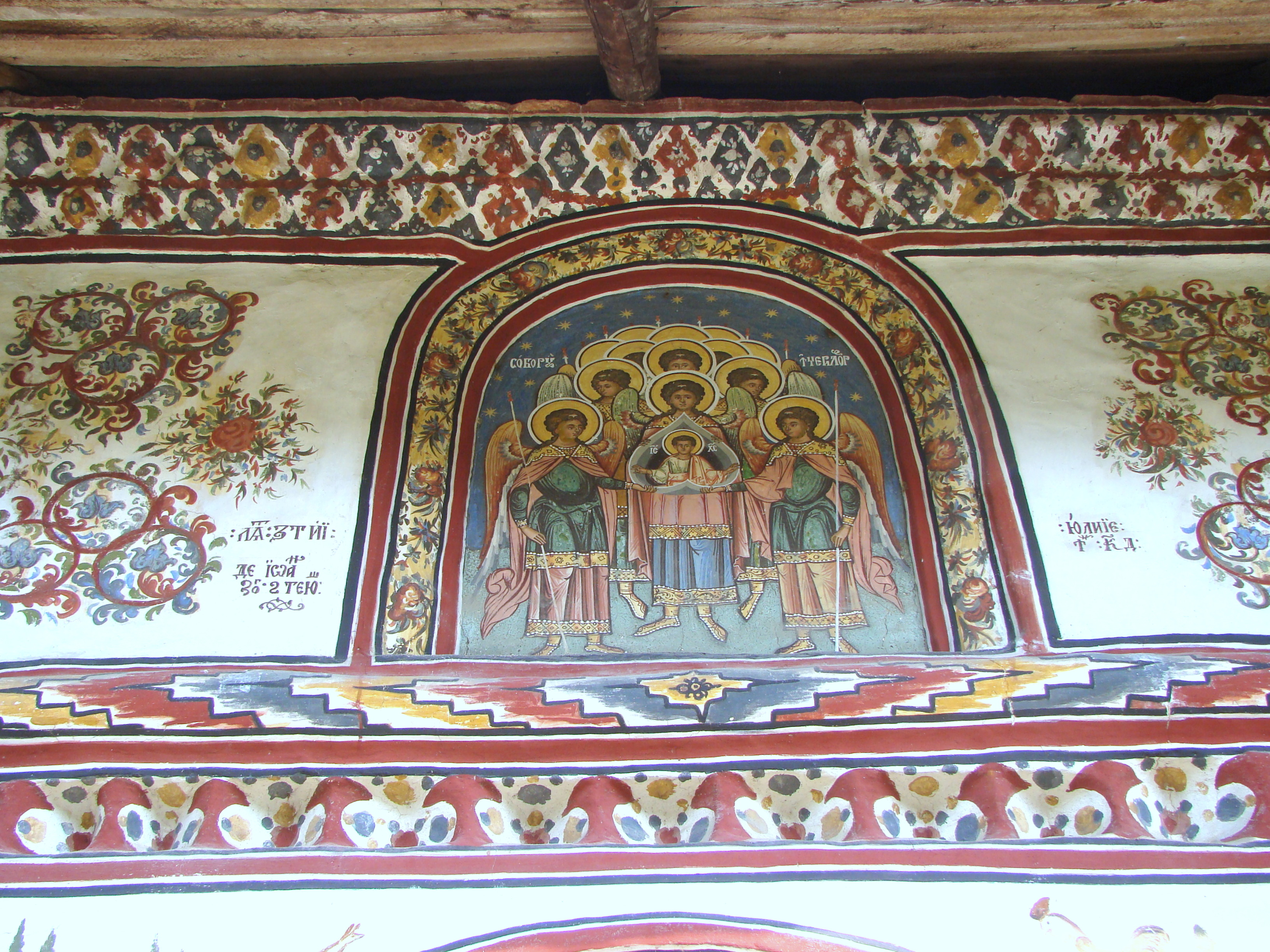
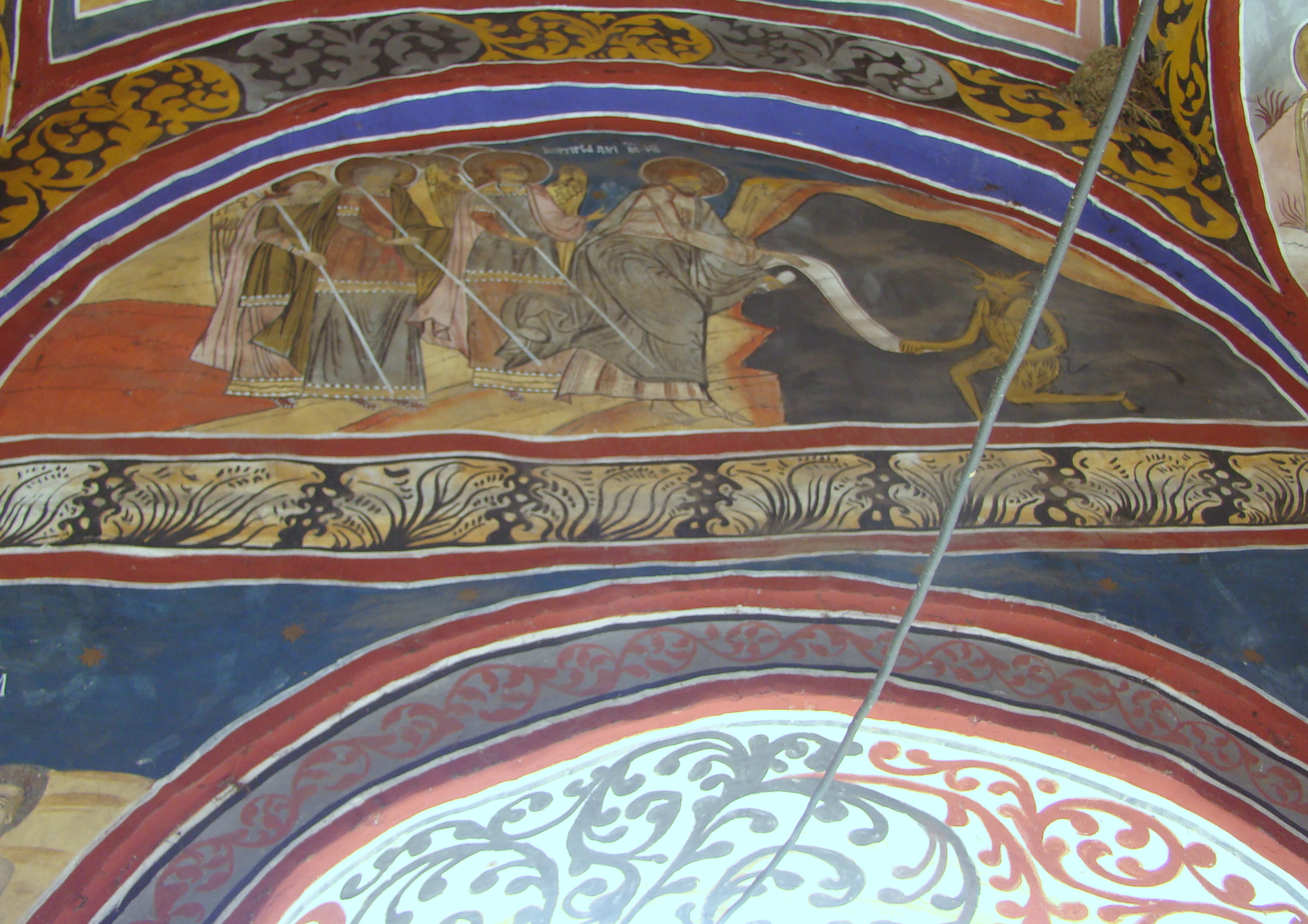
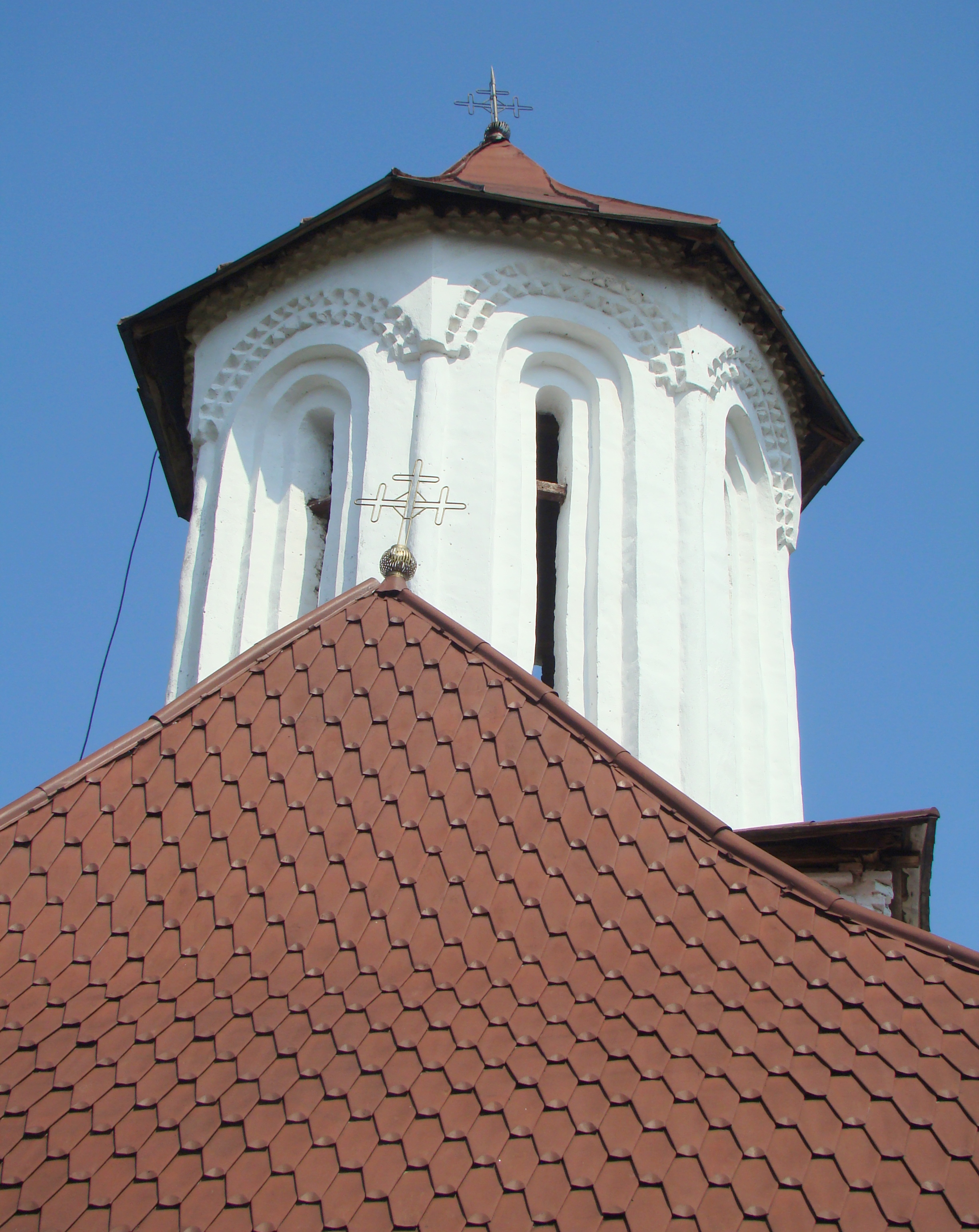
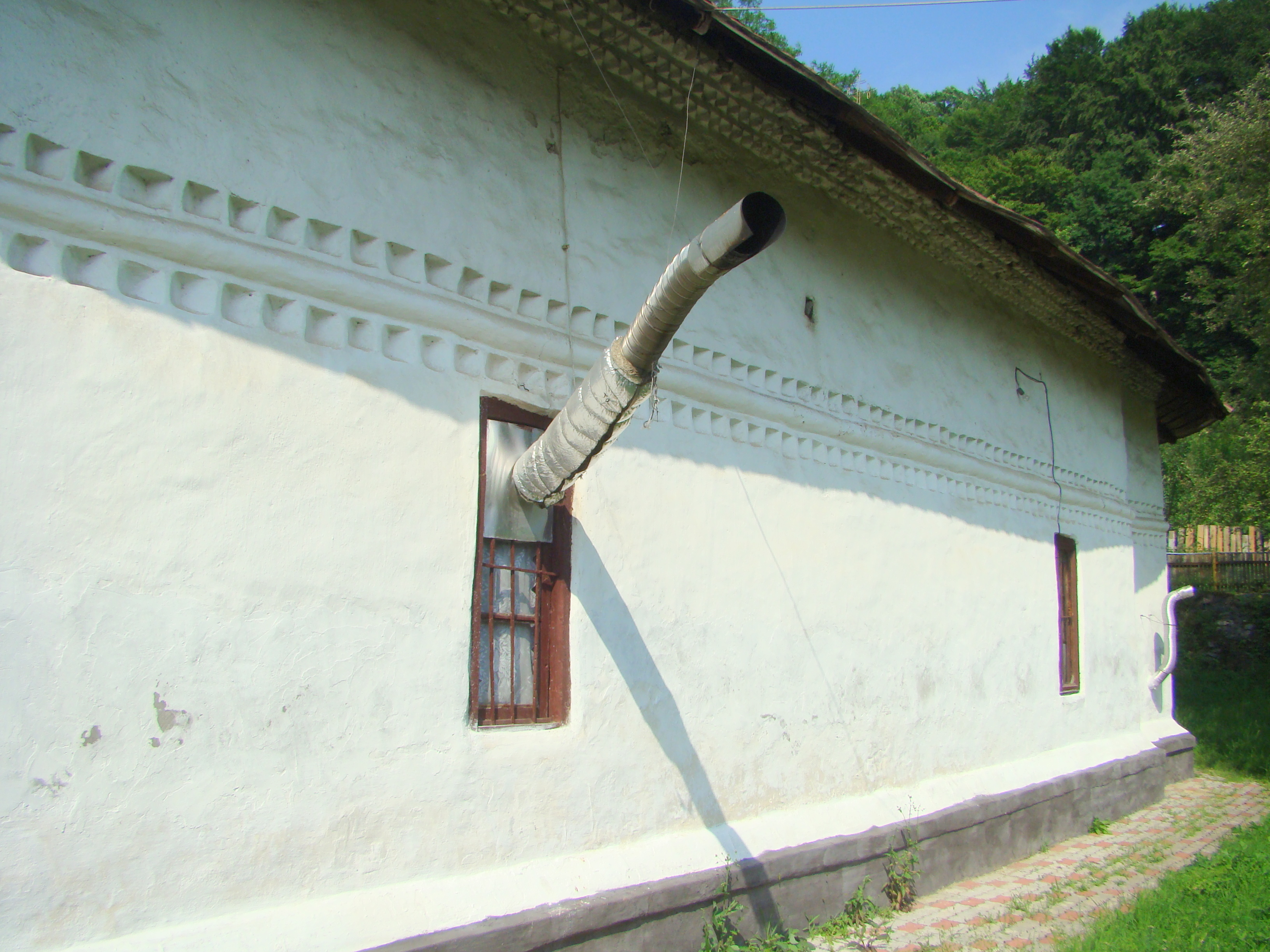
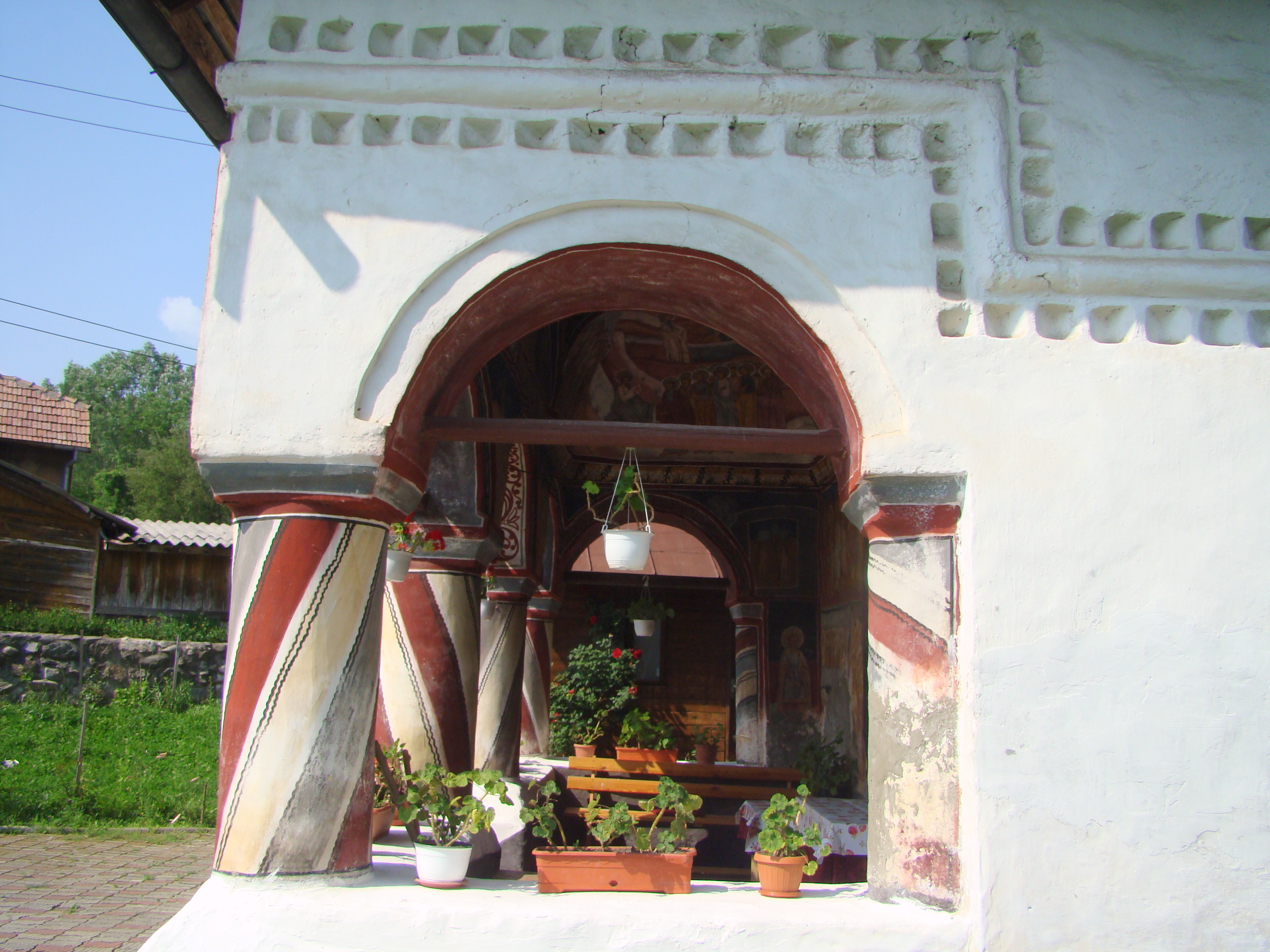
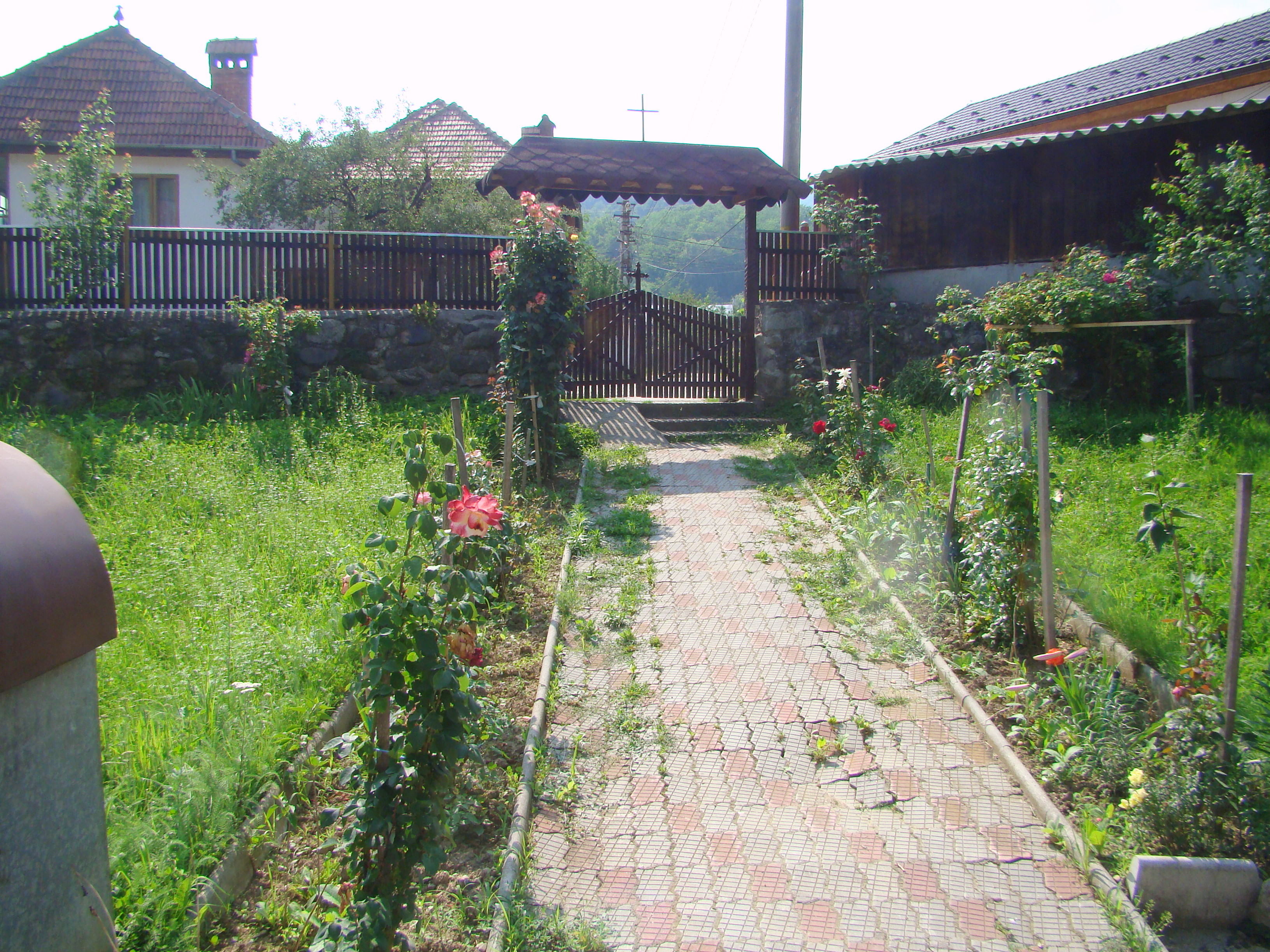
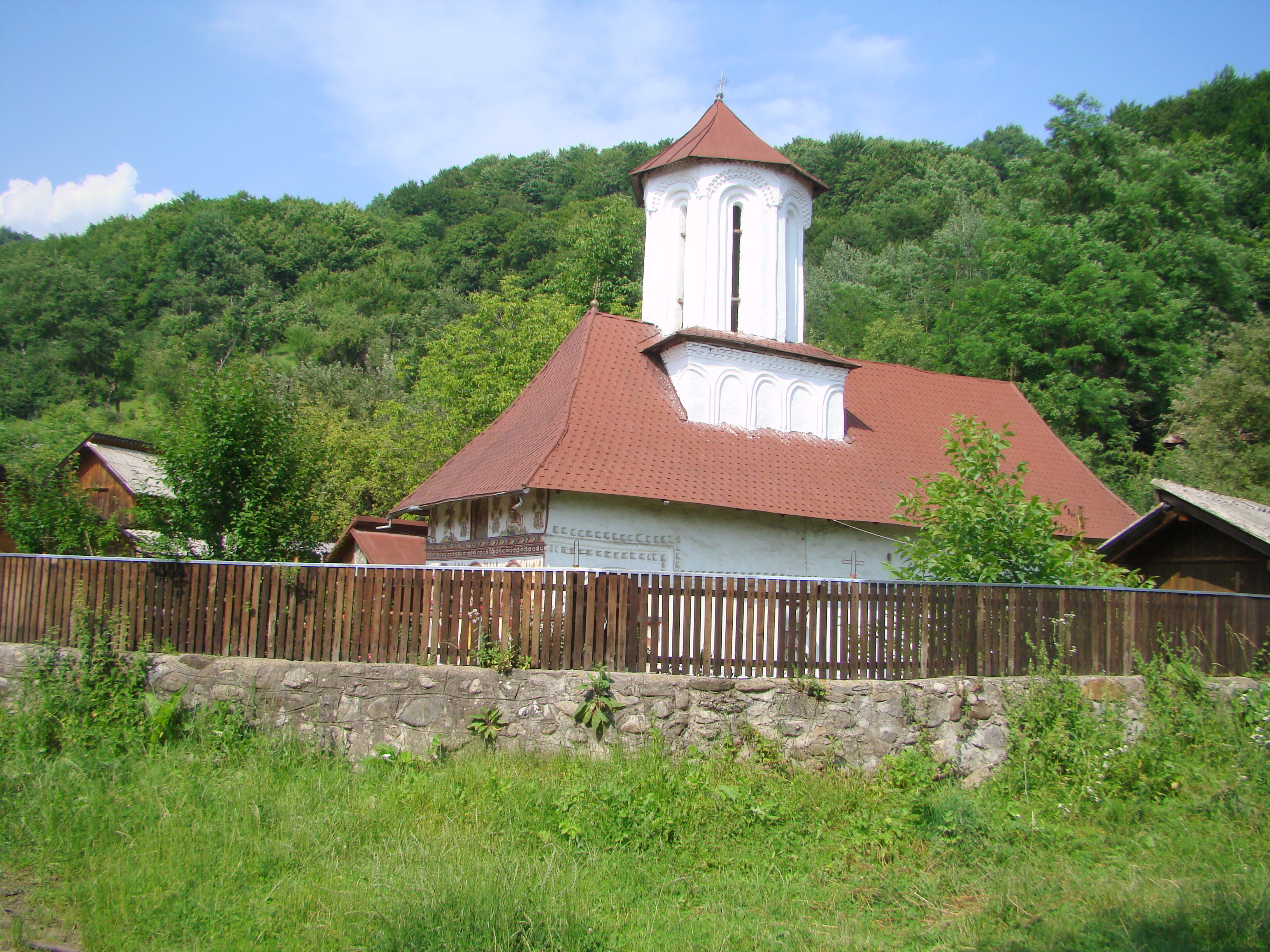